# Armoriale delle famiglie italiane (Pau-Per)
Questo è l'armoriale delle famiglie italiane il cui cognome inizia con le lettere che vanno da Pau a Per.

## Armi

### Pau
| Stemma | Casato e blasonatura |
| ------ | --- |
|        | Pauer (Firenze) D'azzurro, alla figura partita di un crescente figurato d'oro e di un sole dello stesso (citato in (20)) mezza luna di oro figurata accollata a mezzo sole dello stesso tutto su azzurro (citato in LEOM)                                                              |
|        | Pauer d'Ankerfeld (Toscana) monte a 3 cime di oro uscente dalla punta cimato da 3 spighe dello stesso poste a ventaglio su azzurro - ancora di argento posta in palo a 2 marre su rosso (citato in LEOM)                                                                               |
|        | Paur de Ankerfeld (Firenze) Partito: nel 1º d'azzurro, a tre spighe d'oro stelate dello stesso, nodrite su un monte di tre cime pure d'oro, uscente dalla punta; nel 2º di rosso, all'ancora di due bracci al naturale, con la trave d'oro, posta in palo (citato in (20))             |
|        | Paula (Cosenza) D'azzurro alla fascia d'argento caricata di 3 rose di rosso, accompagnata in capo da 2 stelle d'oro e in punta da un crescente montante dello stesso (citato in DAlena e in BLCL)                                                                                      |
|        | Paula (Catanzaro) D'azzurro a due fascia d'argento caricata di tre rose di rosso e accompagnata in capo da due stelle a 8 punte d'oro ed in punta da un crescente montante dello stesso (citato in DAlena e in BLCL)                                                                   |
|        | Pauletig (Gorizia) 2 sbarre di rosso su palo di nero su partito di azzurro e di rosso - ancora a 2 marre di oro posta in palo sull'azzurro - albero di pino al naturale sradicato sul rosso (citato in LEOM)                                                                           |
|        | Pauletti (Lucca) D'oro, allo scorpione montante al naturale (citato in (20)) |
|        | Pauli (Copertino, Lecce) troncato: nel 1º di verde a 12 trifogli d'oro posti 4, 4, 4 in fascia; nel 2º di rosso al monte d'oro di 21 cime, accostato da 3 stelle d'oro due ai fianchi ed una in punta (citato in (2) – pag. 561 e in DAlena)                                           |
|        | Pauli (Firenze) Trinciato d'oro e di rosso, alla banda seminata di Francia passata sulla partizione alias Trinciato d'oro e di rosso, alla banda caricata di tre gigli posti nel senso della pezza, passata sulla partizione (citato in (20))                                          |
|        | Paulian o Pauliani (Nizza) Titolo: baroni di San Carlo D'argento, a tre palme di verde (citato in (22)) |
|        | Paulillo o Paolillo (Messina) di rosso, alla banda d'oro, sostenente un pavone rotante del suo colore (citato in Mango e in (25)) Notizie storiche in Famiglie nobili di Sicilia. |
|        | Paulino (Mondovì?) D'oro, alla spada al naturale, in palo, con il capo d'azzurro, carico di una mezzaluna rivolta, d'oro (citato in (22)) |
|        | Paulucci fasciato d'oro e di nero, col capo di rosso, caricato di una rosa d'argento (citato in (7) – pag. 154) |
|        | Paulucci Crognali (Coriano, Lanciano) leone rampante al naturale tenente una spada posta in palo dello stesso tra le zampe anteriori su terrazzo di verde su argento - 2 stelle (6 raggi) di rosso poste in fascia in alto su argento (citato in LEOM)                                 |
|        | Paulucci di Calboli Barone (Roma, Forlì, Caltagirone) fasciato di oro e di nero - rosa di oro su rosso in capo (citato in LEOM) |
|        | Paulucci (Forlì e Venezia) Interzato in palo: nel 1° fasciato d'oro e di nero; col capo di rosso, alla rosa d'argento, bottonata d'oro; nel 2° d'argento, a 27 gigli di rosso, posti, 2, 3, 2, 3, 2, 3, 2, 3, 2, 3, 2; nel 3° d'oro, all'aquila dell'Impero, uscente dalla partizione. |

### Pav
| Stemma | Casato e blasonatura |
| ------ | --- |
|        | Pavaranza (Fubine, Alessandria) Titolo: baroni di Frassinello, Olivola D'azzurro, allo scaglione d'argento, rovesciato, carico di tre rose, di rosso, gambute e fogliate di verde; con il capo d'oro, all'aquila coronata, di nero alias D'azzurro, calzato d'oro, allo scaglione rovesciato, d'argento, carico di tre alberelli di verde, passante sulla partizione, con il capo d'oro, carico di un'aquila di nero (citato in (22)) |
|        | Paveri Fontana (Piacenza, Parma) croce scaccata di azzurro e di argento (2 file) su rosso (citato in LEOM) |
|        | Pavese (Asti, San Damiano) Titolo: consignori di Castelletto, Corticelle, Malamorte, Mombercelli D'oro, alla torre di rosso Motto: In fortitudine sacrificium (citato in (22)) |
|        | Pavese o Pavesi (Savona, Torino) Titolo: consignori di Scandeluzza Scaccato d'oro e d'azzurro, al leone troncato di rosso e di nero, coronato d'oro (citato in (22)) |
|        | Pavesi (Pontremoli, Pisa) D'argento, al leone rivolto di rosso, coronato di nero (citato in (20)) |
|        | Pavesi (Savona, Torino) D'oro, al leone troncato di rosso e di nero, coronato d'oro (citato in (22)) |
|        | Pavesi (Cremona) fasciato di rosso e d'argento; col capo del secondo, caricato di un cervo in corsa al naturale (citato in BLCR) Immagine in Blasonario Cremonese (archiviato dall'url originale il 7 aprile 2014). |
|        | Pavesi Negri (Piacenza, parma) leone rampante rivolto coronato di rosso su argento - fascia di oro su rosso - lupo passante di nero sormontato da - stella (5 raggi) di oro in alto su rosso - aquila di nero in basso su rosso (citato in LEOM) |
|        | Pavesio (Molise) (la blasonatura non è stata ancora caricata) (citato in DAlena) |
|        | Pavia (Vercelli) d'azzurro, a 3 margherite d'argento bottonate d'oro gambute e fogliate di verde poste 2, 1 (citato in (2) – pag. 359 e in DAlena) |
|        | Pavia (Pinerolo) Titolo: conti di Scandeluzza Di rosso, al capo d'azzurro, cucito, carico di tre conchiglie, d'oro, ordinate in fascia alias Troncato d'azzurro e di rosso, a tre conchiglie d'argento, 2, 1, sul tutto Motto: Foecunda ex alto (citato in (22)) |
|        | Pavia (Messina) troncato d'azzurro e di rosso, a tre conchiglie d'argento, due nel primo, ed una nel secondo (citato in Mango) |
|        | Pavini (Firenze) D'azzurro, al pavone d'argento posato e attraversante sulla fascia di rosso (citato in (20)) alias D'azzurro, alla fascia di rosso, accompagnata in capo da un pavone d'argento posato sulla fascia stessa, e in punta da un'aquila dal volo abbassato di nero, imbeccata, armata e coronata d'oro (citato in (20))                                                                                                  |
|        | Pavini (Firenze) fascia convessa di rosso su azzurro - pavone di argento fermo sulla fascia su azzurro - aquila di nero coronata di oro posta sulla punta su azzurro (citato in LEOM) |
|        | Pavolucci di Forlì (Cesena) (la blasonatura non è stata ancora caricata) (citato in BLCW) Immagine in Blasone Cesenate. |
|        | Pavoncelli (Napoli, Roma, Cerignola) Titolo: conti d'azzurro al pavone d'oro rotante (citato in (23)) pavone di oro in maestà rotante su azzurro (citato in LEOM) |
|        | Pavoni (Bresciano) pavone in maestà rotante al naturale su scudetto di rosso su - leone rampante di rosso tenente nelle zampe anteriori una croce latina dello stesso su oro - barca a un solo albero e una sola vela e remi rivolta di argento su azzurro (citato in LEOM) |
|        | Pavoni o Pavone (Fossano, Savigliano) Titolo: consignori di Levaldigi Di [...], al pavone di [...], fissante una cometa di [...] Motto: Coelum tango votis (citato in (22)) |

### Paz
| Stemma | Casato e blasonatura |
| ------ | --- |
|        | Pazienza (Napoli) d'azzurro, al sicomoro al naturale (citato in (2) – pag. 493 e in DAlena) |
|        | Pazzagli (Pistoia) Inquartato: nel 1º e 4º di rosso, al monte di sei cime d'oro; nel 2º e 3º d'oro pieno (citato in (20)) |
|        | de' Pazzi (Firenze) d'azzurro, a due delfini addossati d'oro, accantonati da 5 crocette ricrociate e fitte 1.3.1 dello stesso (citato in (7) – pag. 47) |
|        | Pazzi (Firenze) D'azzurro, a due delfini d'oro guizzanti in palo addossati, posti in mezzo a cinque crocette fioronate e talvolta pieficcate dello stesso, 1.3.1 (citato in (20)) alias D'azzurro, a due delfini d'oro guizzanti in palo addossati, posti in mezzo a cinque crocette fioronate e talvolta pieficcate dello stesso, 1.3.1, con il capo d'Angiò (citato in (20)) alias D'argento, a tre coppie di crescenti affrontati, uno di rosso e uno d'azzurro alternati, 2.1 (citato in (20)) (DE) In Silber 6 Halbmonde, davon je 2 anstoßend, der obere jeweils blau und gestürzt, der untere jeweils rot und liegend, in 3 Paaren 2:1 gestellt (citato in (28)) |
|        | Pazzi (Firenze) 3 paia di anelli (cerchi) ciascuno composto da uno di azzurro in alto e uno di rosso in basso intrecciati in palo e posti 2,1 su argento (citato in LEOM) |
|        | Pazzi (Toscana) (DE) In mit unten endgespitzten? goldenen Kolbenkreuzen besätem blauen Feld 2 abgewendete goldene Delphine (citato in (28)) |
|        | Pazzi (Toscana) (DE) In Blau 1 goldenes Kolbenkreuz, 2 abgewendete goldene Schlangen und 4 goldene Kolbenkreuze 1:2:1:2:1 gestellt (citato in (28)) |
|        | Pazzi o Pazzi di Val d'Arno (Pistoia, Firenze) Partito e controtroncato cuneato d'oro e di rosso (citato in (20)) alias Troncato cuneato d'oro e di rosso (citato in (20)) (DE) Gold-rot spitzenförmig geteilt (citato in (28)) alias Inquartato: nel 1º troncato cuneato di rosso e d'argento; nel 2º d'azzurro pieno; nel 3º d'argento, al capo d'oro; nel 4º di rosso, al capo cuneato d'oro (citato in (20)) |
|        | Pazzi (Cesena) (la blasonatura non è stata ancora caricata) (citato in BLCW) Immagine in Blasone Cesenate. |
|        | Pazzi Accorri (Toscana) (DE) In silber-rot gespaltenem Feld 1 liegender Halbmond in verwechselten Tinkturen, im linken Obereck begleitet von 1 mit 1 roten Kreuz belegten silbernen Scheibe (citato in (28)) |
|        | Pazzi dell'Accorri (Toscana) (DE) In rot-blau gespaltenem Feld 1 silbernes Tatzenkreuz, 1 achtstrahliger goldener Stern und 1 liegender Halbmond in verwechselten Tinkturen, 2:1 gestellt (citato in (28)) |
|        | Pazzi di Valdarno (Firenze) d'argento, a sei crescenti, tre riversati d'azzurro, e tre montanti di rosso, appuntati (citato in (7) - pag. 100) |

### Pea
| Stemma | Casato e blasonatura |
| ------ | --- |
|        | Peano (Entracque, Boves, Envie, Torino, Roma, Cantù, Firenze) Titolo: nobile; conte D'azzurro, alla casetta aperta e finestrata di nero, con il tetto di rosso, fondata sulla pianura erbosa di verde, addestrata da una quercia e sinistrata da un cipresso, il tutto al naturale (citato in (22)) alias D'azzurro, alla casetta aperta e finestrata, con il tetto di nero, fondata sulla pianura erbosa di verde, addestrata da una quercia e sinistrata da un cipresso, il tutto al naturale (citato in (22)) alias d'azzurro, a una casa fondata su un terreno di verde, aperta e finestrata del campo affiancata da due alberi, il tutto al naturale (citato in (27)) |
|        | Peano (Boves) d'argento, a tre teste di moro di nero, fasciate di rosso (citato in (27)) Cimiero: un moro Motto: Non iustitia feram |

### Pec
| Stemma | Casato e blasonatura |
| ------ | --- |
|        | Peccatori (Rieti) cane rampante alato di argento su azzurro - 3 bande di nero su oro (citato in LEOM) |
|        | Pecchio (Milano) fascia di rosso su oro - aquila di nero coronata di oro su oro in alto (citato in LEOM) |
|        | Pecchio Ghiringhelli Rota (Milano, Lodi) 2 api al naturale viste di dorso poste in scaglione sul rosso dello scudetto troncato di rosso e di oro - capo d'Impero (sullo scudetto) su - bandato di oro e di rosso (12 pezzi) - ruota di Santa Caterina di argento su rosso (citato in LEOM) |
|        | Pecchioli (Firenze) Di rosso, alla fascia d'argento, caricata di due api montanti al naturale (citato in (20)) |
|        | Pecchioli (Pistoia) D'azzurro, all'albero sradicato al naturale, posto in mezzo a quattro stelle a otto punte d'oro, 2.2 (citato in (20)) |
|        | Pecci fasciato d'azzurro e di oro di quattro pezzi; la prima fascia caricata della cometa d'oro (citato in (4) – Vol. III pag. 587) |
|        | Pecci (Gubbio) Di verde, alla banda di rosso, bordata d'oro. |
|        | Pecci (Siena) Di verde, talvolta diaprato d'oro, alla banda di rosso, bordata d'oro, e caricata di tre stelle a sei punte dello stesso alias Partito: nel 1º di verde, talvolta diaprato d'oro, alla banda di rosso, bordata d'oro, e caricata di tre stelle a sei punte dello stesso; nel 2º d'azzurro, al leone coronato addestrato in capo da una stella a otto punte, il tutto d'oro alias Partito: nel 1º di verde, talvolta diaprato d'oro, alla banda di rosso, bordata d'oro, e caricata di tre stelle a sei punte dello stesso; nel 2º d'azzurro, al leone coronato addestrato in capo da una stella a sei punte, il tutto d'oro alias Partito: nel 1º d'azzurro, al leone coronato addestrato in capo da una stella a otto punte, il tutto d'oro; nel 2º di verde, talvolta diaprato d'oro, alla banda di rosso, bordata d'oro, e caricata di tre stelle a sei punte dello stesso alias Partito: nel 1º d'azzurro, al leone coronato addestrato in capo da una stella a sei punte, il tutto d'oro; nel 2º di verde, talvolta diaprato d'oro, alla banda di rosso, bordata d'oro, e caricata di tre stelle a sei punte dello stesso (citato in (20)) Partito: a destra d'azzurro, al leone d'oro, sostenente colla branca anteriore destra una stella dello stesso; a sinistra di verde, alla banda di rosso, bordata d'oro, e caricata di tre stelle dello stesso. |
|        | Pecci (Siena) Di verde, talvolta diaprato d'oro, alla sbarra di rosso, bordata d'oro, e caricata di tre stelle a sei punte dello stesso (Immagine nella Raccolta stemmi Trippini (JPG).) |
|        | Pecci (Roma, Carpineto) D'azzurro al cipresso al naturale, nudrito nel terreno di verde, attraversato da una fascia d'argento, accompagnato nel cantone destro del capo da una cometa d'oro ondeggiante in banda ed accostato in punta da due gigli dello stesso (citato in (4), vol. V, p. 222) fascia di argento su - albero cipresso al naturale posto su terrazzo di verde uscente dalla punta su azzurro - cometa di oro posta in banda nel canton sinistro del capo - 2 gigli di oro affiancati al tronco del cipresso su azzurro (citato in LEOM) Immagine nella Raccolta stemmi Trippini (JPG). D'azzurro, al pino al naturale, terrazzato di verde, accompagnato in punta da due gigli d'oro, e in capo da una cometa dello stesso a sinistra; colla fascia d'argento attraversante. |
|        | Pecci (Cesena) (la blasonatura non è stata ancora caricata) (citato in BLCW) Immagine in Blasone Cesenate. |
|        | Pecora (Pisa) Partito cuneato d'argento e di rosso (citato in (20)) |
|        | Pecorara (Pavia) pecora di argento passante su terrazzo erboso verso un albero al naturale nodrito nella stessa su azzurro - capo d'Impero - trangla partita di rosso e palata di argento e di rosso (citato in LEOM) Spaccato d'oro e d'azzurro, alla fascia partita, a destra di rosso pieno, e a sinistra palata d'argento e di rosso, attraversante sulla partizione; caricato il 1° di un'aquila di nero, coronata del campo, ed il 2° di un albero di verde a destra, e di un agnello fermo d'argento a sinistra, il tutto sostenuto da una terrazza di verde. Cimiero: Un leone uscente d'oro, tenente una spada d'argento guarnita d'oro. |
|        | Pecorara (signori di Rovescala) D'azzurro, ad un albero nudrito sulla pianura erbosa, con una pecora pascente, attraversante, il tutto al naturale; col capo d'oro, all'aquila di nero. |
|        | Pecorari (Bologna) D'oro, ad un piede umano d'argento, le dita a sinistra, sostenuto da un monte di tre cime di verde. movente dalla punta, ed accompagnato in capo dalle parole lucet tamen et influit in lettere majuscole di rosso, disposte nella direzione della metà inferiore di un cerchio, e sormontate da una corona all'antica d'oro. |
|        | Pecorario (Dalmazia) troncato cuneato d'azzurro e d'oro, di due pezzi e due mezzi del primo, che è caricato di un agnello pasquale, accasciato sui cunei, d'oro colla testa rivoltata (citato in (2) – pag. 218 e in DAlena) |
|        | Pecoraro (Molise) (la blasonatura non è stata ancora caricata) (citato in DAlena) |
|        | Pecorelli (Molise) (la blasonatura non è stata ancora caricata) (citato in DAlena) |
|        | Pecorelli (Valsassina, Acqui) Di [...], alla banda di [...], carica da una pecora di [...], poggiante sopra un monte di [...], in capo due stelle di [...], ordinate in fascia (citato in (22)) |
|        | Pecori (Arezzo, Firenze) Partito di verde e di rosso, alla pecora attraversante di..., pascente una fiamma di... (citato in (20)) |
|        | Pecori o Pecori Giraldi (Firenze, Borgo San Lorenzo) D'oro, alla pecora di nero appoggiata a uno stelo di saggina, posto in banda e curvato al naturale (citato in (20)) (DE) In Gold 1 schwarzes Lamm, rechts mit 1 halbkreisförmig gelegten grünen Pflanzenstengel mit grüner Ähre (Mais?) anstoßend (citato in (28)) alias D'oro, all'aquila bicipite di nero, coronata del campo, spiegante le ali al di sopra di una pecora di nero coricata rivolta sul terreno al naturale e brucante una pannocchia di saggina dello stesso; il tutto sormontato da due fulmini di rosso, uscenti da una nuvola al naturale posta nel punto del capo e talvolta da un breve d'argento, caricato del motto CAESARIS EST, in caratteri di nero (citato in (20)) aquila bicipite di nero coronata su ambo le teste di oro alla reale nell'atto di proteggere con l'ala destra una pecora di nero sdraiata rivolta brucante una pannocchia di saggina al naturale su terrazzo di verde su oro - nuvola al naturale uscente dal capo da cui fuoriescono 2 fulmini (saette) di rosso attraversati da - un nastro di argento su cui è scritto il motto in lettere maiuscole di nero "CAESARIS EST" tutto su oro (citato in LEOM) |
|        | Pecori (Siena) Di rosso, a quattro catene d'oro moventi dai quattro lati dello scudo, unite in croce per un anello dello stesso (citato in (20)) |
|        | Pecorini (Firenze) D'azzurro, alla pecora saliente d'argento, accompagnata in punta da un crescente volto d'oro; il tutto abbassato sotto il capo cucito d'Angiò (citato in (20)) |
|        | Pecorini del Drago (Firenze) Di rosso, a due corni da caccia d'oro, decussati con l'imboccatura in basso e legati di...; con il capo cucito d'Angiò (citato in (20)) |

### Ped
| Stemma | Casato e blasonatura |
| ------ | --- |
|        | Peda (Serrapetrona, Camerino) torre a 2 palchi di argento merlata alla ghibellina aperta e finestrata di nero su terrazzo di verde uscente dalla punta su azzurro cimata da un - genio (uomo nudo in maestà di carnagione con perizoma di argento) tenente nella destra una corona di quercia e nella sinistra una foglia di palma tutto al naturale su azzurro (citato in LEOM) |
|        | Pederana (Alessandria) D'oro a tre scaglionetti di verde, il primo smussato, al palo di rosso attraversante, con il capo d'oro, carico di un'aquila coronata, di nero (citato in (22)) |
|        | Pedaroba (Asolo) (la blasonatura non è stata ancora caricata) (citato in DAlena) |
|        | Pederzoli (Asola, Mantova) avambraccio destro in palo vestito di azzurro uscente dalla troncatura afferrante con la mano di carnagione una semicorona di rose al naturale su rosso - palo di nero su partito di argento e di azzurro (citato in LEOM) |
|        | Pedicini (Benevento) (la blasonatura non è stata ancora caricata) (Immagine nella Raccolta stemmi Trippini (JPG).) |
|        | Pedicini (Benevento, Napoli) albero di pino accollato da un serpente coronato di oro su terrazzo di verde uscente dalla punta tutto al naturale su oro (citato in LEOM) |
|        | Pedicini di Corsano (Benevento, Napoli) Titolo: marchese di Luogosano, nobile dei marchesi, predicato di Corsano d'oro al pino sulla pianura erbosa con un serpente coronato del campo accollato al tronco, il tutto al naturale (citato in (23)) |
|        | Pedilepori (Siracusa) d'argento, allo scaglione di nero, ed un bastone dello stesso attraversante in banda sul tutto (citato in Mango e in (25)) Notizie storiche in Famiglie nobili di Sicilia. |
|        | Pedivellano o Pedivillano (Palermo) di rosso, alla scarpa ruvida d'oro, posta in fascia (citato in Mango e in (25)) scarpone da contadino di oro posto in fascia su rosso (citato in LEOM) Notizie storiche in Famiglie nobili di Sicilia. |
|        | Pedoni (Firenze) D'oro, alla gamba umana di carnagione alias D'oro, alla gamba umana di carnagione racchiusa da una ghirlanda di verde alias D'argento, alla gamba umana di carnagione racchiusa da una ghirlanda di verde alias D'oro, alla gamba umana di carnagione sormontata da una ghirlanda di verde alias D'argento, alla gamba umana di carnagione sormontata da una ghirlanda di verde (citato in (20)) |
|        | Pedoni (Toscana) (DE) In Silber 1 naturfarbenes Unterbein, umschlossen von 1 grünen Lorbeerkranz (citato in (28)) |
|        | Pedotti (Laveno, Torino, Roma, Mombello) Titolo: conti Troncato da una fascia d'oro, al 1° di rosso, alla croce del Regio Ordine Militare di Savoia, al naturale, al 2° di verde, a un libro aperto, posto in sbarra, con la spada attraversante e posta in banda, il tutto al naturale Motto: Per tua virtù ti innalzi (citato in (22)) fascia di oro su troncato di rosso e di verde - croce del Regio Ordine Militare di Savoia al naturale su rosso - libro aperto posto in sbarra attraversato da una spada posta in banda al naturale su verde (citato in LEOM) |
|        | Pedrezani (Cremona) d'argento al monte di tre pezzi di verde movente dalla punta e sostenente un camoscio passante al naturale; col capo di rosso, caricato di un crescente d'argento sinistrato da una stella di otto raggi d'oro (citato in BLCR) Immagine in Blasonario Cremonese (archiviato dall'url originale il 7 aprile 2014). |
|        | Pedrinelli (Napoli) Titolo: patrizi di Bari partito: 1° d'azzurro alla banda d'oro, al capo di una torre del medesimo; 2° troncato 1° d'azzurro alla sirena di carnagione alle code di verde, sormontata da tre stelle d'oro; 3° d'azzurro al monte di sette cime di verde (citato in (23)) banda di oro su azzurro - torre di oro in alto su azzurro - sirena a 2 code di verde al naturale su azzurro - 3 stelle (6 raggi) poste in fascia in alto su azzurro - 7 monti al naturale di verde uscenti dalla punta a forma di piramide su azzurro (citato in LEOM)    |
|        | Pedroli (Milano, Casalpusterlengo) interzato in fascia di oro di argento e - sbarrato di rosso e di oro bordato di argento - aquila di nero coronata di oro su oro - castello di rosso uscente dalla partizione a 2 torri sormontato da un giglio di oro su argento (citato in LEOM) |
|        | Pedroli (Milano, Casalpusterlengo) scaccato di rosso e di oro - castello affiancato da 2 torri di argento merlato alla ghibellina su azzurro - 2 libri chiusi posti di tre quarti al naturale su argento - fasciato di oro e di verde (citato in LEOM) |
|        | Pedroni (Cesena) (la blasonatura non è stata ancora caricata) (citato in BLCW) Immagine in Blasone Cesenate. |
|        | Pedroni (Cesena) (la blasonatura non è stata ancora caricata) (citato in BLCW) Immagine in Blasone Cesenate. |

### Peg
| Stemma | Casato e blasonatura                                                                                             |
| ------ | --- |
|        | Pegolotti (Firenze) Losangato d'azzurro e d'oro (citato in (20)) (DE) Gold-blau gerautetes Feld (citato in (28)) |

### Pei
| Stemma | Casato e blasonatura |
| ------ | --- |
|        | Peila o Peyla (Carmagnola) Titolo: conti di Avuglione; consignori di Caluso, Ottiglio Di rosso, alla banda d'argento, con il capo d'oro, carico di un'aquila di nero, armata di rosso Motto: Sublimiora petam (citato in (22)) |

### Pel
| Stemma | Casato e blasonatura |
| ------ | --- |
|        | Pelacani (Siena) Inquartato decussato di rosso e d'oro, al cane rampante dell'uno all'altro (citato in (20)) |
|        | Pelagalli (Firenze) D'oro, alla sbarra di rosso, bordata d'azzurro, accompagnata in capo da una stella a otto punte pure d'azzurro, e in punta da un gallo ardito rivolto di nero, crestato e barbato di rosso (citato in (20)) |
|        | Pelagallo (Roma, Riofreddo, MonteVidon Combatte) monte a 6 cime di oro uscente dalla punta cimato da - un gallo al naturale tenente sotto le zampe - una spiga posta in banda dello stesso tutto su trinciato di oro e di rosso (citato in LEOM) |
|        | Pelatis o Pellatis (Vittorio Veneto) bue passante di argento su campagna di verde uscente dalla punta caricata di un filetto in fascia e 4 filetti in palo di oro su azzurro - 3 stelle (5 raggi) di oro poste 1,2 in alto su azzurro (citato in LEOM) |
|        | Pelegrini (Pisa) Partito e controtroncato cuneato d'azzurro e d'oro (citato in (20)) |
|        | Pelegrini (Cesena) (la blasonatura non è stata ancora caricata) (citato in BLCW) Immagine in Blasone Cesenate. |
|        | Pelizzari o Pelissari (Novara) Inquartato, al 1° d'oro, all'aquila coronata, di nero, al 2° cinque punti di nero, equipollenti a quattro di rosso, cuciti, al 3° d'argento, all'olmo, nutrito nella pianura erbosa, al naturale, al 4° d'argento, al biscione di verde, con il putto di carnagione, uscente dalla bocca (citato in (22)) |
|        | Pellagnino o Pedagnino? (Torino) D'argento, all'ulivo (?) al naturale, nutrito sulla pianura erbosa Motto: Πεαει αγνος (citato in (22)) |
|        | Pellati (Castellazzo Bormida) Titolo: conti di Torre Calderari; consignori di Gamondio, Pozzolo Formigaro Troncato, al 1° d'oro, all'aquila di nero, coronata del campo; al 2° trinciato a spinapesce, d'azzurro e d'argento (citato in (22)) |
|        | Pellati e Pellati Rovagnasco (Castellazzo Bormida, Alessandria, Roma, Milano, Strevi, Gamalero) Titolo: nobili Trinciato scalinato, d'azzurro e d'argento, con il capo d'oro, carico di un'aquila coronata, di nero (citato in (22)) trinciato scalinato di azzurro e di argento - aquila coronata di nero su oro in capo (citato in LEOM) |
|        | Pellazza o Pelazza (Fossano, Pinerolo) Titolo: nobile Troncato, al 1° d'azzurro, al leone d'oro, nascente, tenente uno scudetto di Savoia moderna, al 2° d'argento, a tre pianticelle di semprevivo, di verde (citato in (22) e in (27)) alias d'azzurro, al capo cucito d'azzurro, al leone nascente d'oro, linguato di rosso (citato in (27)) Cimiero: un uomo armato nascente, con celata in testa, tenente con la destra una spada nuda in alto, e con la sin istra una sfera d'oro Motto: Stant mihi pro Domino |
|        | Pellegrini (Carrara) d'argento, al pellegrino al naturale in profilo passante sul terrazzo di verde col bordone al naturale (citato in (2) – pag. 417 e in DAlena) |
|        | Pellegrini (Firenze) Di verde, a tre corone radiate d'oro, 2.1, accompagnate in cuore da una palla d'argento caricata della croce di rosso (o scudetto rotondo del Popolo fiorentino) (citato in (20)) |
|        | Pellegrini o Pellegrini delle Ruote (Firenze) D'azzurro, alla fascia d'oro accompagnata da due ruote a otto raggi d'argento, 1.1, e da una cometa d'oro ondeggiante in sbarra nel cantone sinistro del capo (citato in (20)) (DE) In Blau 1 goldener Balken, begleitet oben von 1 achtspeichigen naturfarbenen Rad, im rechten Obereck von 1 schräglinksgelegten fünfstrahligen goldenen Kometen und unten von 1 querovalen achtspeichigen naturfarbenen Rad (citato in (28)) |
|        | Pellegrini (Lucca) D'argento, a due scuri d'arme decussate al naturale, accompagnate in punta da un monte di sei cime di verde (citato in (20)) |
|        | Pellegrini (Pisa) Di rosso, al monte di sei cime di verde (citato in (20)) |
|        | Pellegrini (Pistoia, Pescia) D'azzurro, a tre stelle a otto punte d'oro, 2.1 (citato in (20)) |
|        | Pellegrini (Prato) Troncato d'argento e d'oro, alla fascia d'azzurro passata sulla troncatura e accompagnata da tre stelle a otto punte del secondo nel primo, e da un'aquila dal volo abbassato di nero nel secondo (citato in (20)) fascia di azzurro su troncato di argento e di oro - 3 stelle (8 raggi) di oro poste in fascia su argento - aquila ali abbassate (volo) di nero su oro (citato in LEOM) |
|        | Pellegrini (Cagli) (la blasonatura non è stata ancora caricata) (citato in DAlena) |
|        | Pellegrini (Molfetta) d'azzurro, ad un leone d'oro vestito da pellegrino alias d'azzurro, al sinistrocherio armato d'oro, movente dal fianco sinistro dello scudo, e tenente un falco pellegrino Motto: Sic mea fides (citato in DAlena e in ) |
|        | Pellegrini o Pellegrino (Molise) D'azzurro con un bastone di pellegrino messo in banda accompagnato da due conchiglie d'oro poste una alla destra del capo e l'altra nella sinistra della punta (citato in DAlena) |
|        | Pellegrini o Pellegrino (Veneto, Pianezza) Partito, al 1° troncato, a) d'argento, al pellegrino al naturale passante, b) di rosso, al 2° interzato in fascia, a) d'azzurro all'angelo d'argento, passante, b) d'oro all'aquila di nero, c) d'azzurro, alla spada d'argento accostata da due stelle d'oro (citato in (22)) |
|        | Pellegrini (Francia, Torino?) D'oro, allo scaglione di rosso, indivisa, accompagnato da tre crocette ancorate, dello stesso, con il capo d'azzurro, carico di tre conchiglie, d'argento (citato in (22)) |
|        | Pellegrini o Pellegrino (Torino) Di rosso, vestito d'oro, al leone d'argento, linguato ed armato d'oro, accompagnato da quattro conchiglie d'azzurro Motto: Fermeté et loyauté (citato in (22)) |
|        | Pellegrini (Verona, Venezia, Brescia) d'oro, al pellegrino posto in maestà, la conchiglia sul cappello, vestito di pelliccia, col bordone nella destra ed il rosario nella sinistra, il tutto al naturale (citato in Stemmi della Val Brembana (archiviato dall'url originale il 6 gennaio 2013).) alias d'oro, a un pellegrino al naturale, movente da una terrazza di verde (citato in Stemmi della Val Brembana (archiviato dall'url originale il 6 gennaio 2013).) |
|        | Pellegrini (Sospello, Nizza) d'azzurro, a tre bastoni di pellegrino d'oro posti in palo, ed in fascia (citato in (27)) |
|        | Pellegrini o Pellegrini del Carro o Pellegrini del Carro della Scala (Firenze) D'azzurro, al leone d'oro tenente una spada alta al naturale, il tutto sormontato da un lambello a quattro pendenti di rosso (citato in (20)) (DE) In Blau 1 silberner Löwe, mit 2 Pranken 1 silbernes Schwert haltend und oben begleitet von 1 vierlätzigen roten Turnierkragen (citato in (28)) |
|        | Pellegrini (Roma) (la blasonatura non è stata ancora caricata) (Immagine nell' Archivio Storico Capitolino (PDF) (archiviato dall'url originale il 2 febbraio 2014).) |
|        | Pellegrini (Parma) pellegrino passante al naturale su terrazzo di verde su argento (citato in LEOM) |
|        | Pellegrini o Pellegrini Quarantotti (Capua, Norcia, Roma) aquila al naturale tenente nel rostro un bordone da pellegrino di oro sormontata da - una luna di argento su azzurro - sole raggiante di oro uscente dal canton sinistro del capo su azzurro - monte a 3 cime di oro uscente dalla punta sormontato da una aquila di nero coronata di oro mirante - un sole dello stesso uscente dal canton sinistro del capo su azzurro - croce di argento su rosso nel capo (sulla seconda partizione) (citato in LEOM) |
|        | Pellegrini o San Pellegrino (San Vito) banda di rosso su oro - 2 stelle (4 raggi) di nero poste in sbarra su oro (citato in LEOM) |
|        | Pellegrini o San Pellegrino (San Vito) aquila di nero su argento - banda di rosso su oro (citato in LEOM) |
|        | Pellegrini o San Pellegrino (San Vito) fascia di verde su troncato di argento e palato di rosso e di argento - busto di pellegrino in maestà al naturale su argento uscente dalla fascia (citato in LEOM) |
|        | Pellegrini o San Pellegrino (San Vito) croce trifogliata di oro su rosso - 3 fasce increspate di azzurro su argento (citato in LEOM) |
|        | Pellegrini Quarantotto (Roma) (la blasonatura non è stata ancora caricata) (Immagine nell' Archivio Storico Capitolino (PDF) (archiviato dall'url originale il 26 febbraio 2017).) |
|        | Pellegrini Trieste (Asolo) sole raggiante di oro uscente dalla troncatura dello scudetto troncato di azzurro e di verde e coronato di oro su - leone rampante di argento su rosso - 5 rose di rosso stelate e fogliate di verde poste in croce di Sant'Andrea su oro (citato in LEOM) |
|        | Pellegrino (Capua, Londra) Titolo: nobili di Capua D'azzurro con un bastone di pellegrino messo in banda accompagnato da due conchiglie d'oro poste una alla destra (?) del capo e l'altra nella sinistra (?) della punta (citato in DAlena) d'azzurro al bastone di pellegrino accompagnato da due conchiglie nell'angolo sinistro (della punta?) e nell'angolo destro (del capo?) il tutto d'oro (citato in (23)) bordone di pellegrino posto in banda di oro accompagnato da - 2 conchiglie dello stesso poste in sbarra tutto su azzurro (citato in LEOM) |
|        | Pellegrino o Pellegrini (Peveragno, Cuneo) Titolo: nobile; conte di Castelnuovo D'argento, al grifone di rosso, sormontato da una stella, d'azzurro (citato in (22) e in (27)) Cimiero: una fortuna a vele spiegate col motto sopra Motto: Deo favente |
|        | Pellegrino o Pellegrini o Pellegnino (Sospello, Nizza) Titolo: conti (signori?) di Peglia D'azzurro, a due bordoni da pellegrino di porpora decussati, accantonati in capo da una stella d'oro, ai fianchi, e in punta da tre conchiglie, d'argento (citato in (22)) |
|        | Pellegrino o Pellegnino (Torino) Titolo: consignori di Altessano Superiore, San Raffaele D'azzurro, alla banda di rosso, orlata d'argento, carica di tre agnelli del terzo, passante Motto: Sic mea fides (citato in (22)) |
|        | Pellegrino o Pellegrini o Pellegnino (Torino) Troncato, al 1° d'azzurro alla mezza gamba, d'argento, calzata, accompagnata da tre stelle (7) d'oro, male ordinate, al 2° fusato d'argento e di verde Motto: À bon fin toujours (citato in (22)) |
|        | Pellegrino (Torino) D'azzurro, a tre bordoni d'oro, uno sull'altro, ciascuno posto in banda, con il capo d'argento, carico di tre stelle, d'azzurro Motto: Donec perveniant (citato in (22)) |
|        | Pellegrino o Peregrino (Palermo, Messina, Catania) Titolo: barone; barone di Campofranco d'azzurro, al braccio armato d'oro, movente dal canton sinistro dello scudo e tenente un falcone pellegrino dello stesso (citato in Mango e in (25)) alias d'azzurro, al leone d'oro, vestito col mantelletto di pellegrino di nero, appoggiato al bordone del secondo (citato in Mango) d'azzurro, con un leone d'oro, vestito di pellegrino (citato in (25)) leone rampante di oro vestito con un mantello di nero da pellegrino afferrante con entrambe le zampe anteriori un bastone di oro (bordone) su azzurro (citato in LEOM) Corona di barone Notizie storiche in Famiglie nobili di Sicilia. |
|        | Pellegrino (Verona, Venezia, Legnano, Brescia) pellegrino posto in maestà conchiglia posta in testa come cappello bordone in destra e rosario nella sinistra tutto al naturale su terrazzo di verde su oro (citato in LEOM) |
|        | Pellerano (Massa) Di..., a due spighe di frumento decussate di..., e alla bilancia attraversante di... (citato in (20)) |
|        | Pellerano (Chiavari) Titolo: Nobile D'oro, al leone di nero (citato in SCRZ, vol. 19, pag. 87) (citato in (5), vol II, pag. 307 e vol. III, pag. 275) |
|        | Pellerini o Pellerino (Cuneo, Benevagienna, Asti) Titolo: nobile Troncato, al 1° d'azzurro alla mezza gamba, d'argento, calzata, accompagnata da tre stelle (7) d'oro, male ordinate, al 2° rombeggiato d'argento e di verde (citato in (22)) troncato, al 1º d'azzurro, alla mezza gamba, stivalata, d'argento; accompagnata da tre stelle (7) d'oro, male ordinate; al 2º rombeggiato d'argento e di verde (citato in (27)) mezza gamba di carnagione stivalata di argento accompagnata da - 3 stelle (7 raggi) di oro poste 1,2 su azzurro - losangato in banda di argento e di verde (citato in LEOM) Cimiero: il braccio armato tenente la spada Motto: À bon fin toujours                 |
|        | Pellero o Pelleri (Torino) D'oro, al leone troncato di rosso e d'argento Motto: Fides (citato in (22)) |
|        | Pelletier de Berminy (Livorno) Partito d'azzurro e d'oro, al leone attraversante dell'uno all'altro, tenente alta una spada d'argento guarnita d'oro (citato in (20)) |
|        | Pelletta o Peletta o Peleta (Asti) Titolo: conti di Torre Valgorera, Zumaglia; signori di Cisterna, Corsione, Cortandone, Cossombrato, Frinco, Piea, S. Stefano Roero, Soglio, Vignale; consignori di Agliano, Burio, Casasco, Castagnito, Cellarengo, Corneliano, Cortanze, Cortazzone, Gorzano, Govone, Isolabella, Mondonio, Monteu Roero, Riva, Torre Mondovì, Valfenera D'oro, al leone d'azzurro, coronato, linguato e armato di rosso Motto: Qui timet Deum facit bonum - Ni trop ni peu - Per meglio vedere (citato in (22)) |
|        | Pelli (Firenze) Di..., a tre scaglioni vaiati di rosso e d'argento, e alla banda diminuita attraversante di..., seminata di gigli di... (citato in (20)) |
|        | Pelli (Firenze) D'azzurro, alla fascia d'oro accompagnata da tre ruote a otto raggi dello stesso, 2.1 (citato in (20)) |
|        | Pelli Fabbroni (Firenze) fascia di oro accompagnata da - 3 ruote dello stesso poste 2,1 su azzurro - 3 martelli di nero su banda di oro posti nel senso della pezza su azzurro - palla di argento caricata di una croce di rosso in alto a destra su azzurro (citato in LEOM) |
|        | Pellicani (Macerata) croce latina di rosso su volo di oro (2 ali abbassate) su azzurro (citato in LEOM) |
|        | Pellicani (Macerata) croce gigliata latina di rosso su volo di argento (2 ali abbassate) su oro (citato in LEOM) |
|        | Pellicani (Macerata) croce ancorata latina di rosso su volo di azzurro (2 ali abbassate) su oro (citato in LEOM) |
|        | Pellicani (Cesena) (la blasonatura non è stata ancora caricata) (citato in BLCW) Immagine in Blasone Cesenate. |
|        | Pellicano (Gioiosa Ionica, Reggio Calabria) Titolo: nobile di Reggio Calabria d'azzurro al pellicano che nutre col proprio sangue i suoi piccoli, il tutto d'argento (citato in (23)) pellicano che nutre con il suo sangue i suoi piccoli tutto di argento su azzurro (citato in LEOM) (Immagine nella Raccolta stemmi Trippini (JPG).) |
|        | Pelliccia (Napoli, Tropea) Titolo: patrizio di Tropea fasciato d'oro e di rosso col capo del medesimo caricato di un leone rivoltata d'oro lampassato d'azzurro (citato in (23)) fasciato di oro e di rosso - leone passante rivolto di oro su rosso in capo (citato in LEOM) |
|        | Pelliccia (Tropea) di rosso a tre filetti d'oro in fascia, il primo sostenente un leone illeopardito rivolto dello stesso (citato in BLCL) |
|        | Pelliccia (Tropea) fasciato d'oro e di rosso al capo dello stesso, caricato dal leone leopardito e rivolto d'oro, armato e lampassato di azzurro (citato in BLCL) Immagine e notizie storiche in Tropea Magazine. |
|        | Pelliccia (Tropea) (LA) campum rubeum et supra tres fascias auratas leonem rampantem aureum (citato in BLCL) Immagine e notizie storiche in Tropea Magazine. |
|        | Pelliccia (Aversa) fasciato di oro e di rosso al braccio armato tenente una stella crinita di oro attraversante sul tutto, col capo di rosso caricato dal leone leopardito e rivolto di oro armato e lampassato di azzurro (citato in BLCL) Immagine e notizie storiche in Tropea Magazine. |
|        | Pelliccioni (Colle) Gheronato di otto pezzi di rosso e d'oro (citato in (20)) |
|        | Pellicioni (Cesena) (la blasonatura non è stata ancora caricata) (citato in BLCW) Immagine in Blasone Cesenate. |
|        | Pellieri (Firenze) Di..., al giglio bottonato di... (citato in (20)) |
|        | Pellione o Pellion o Peleoni o Pelion (Torino, Castellar, Vinovo, Vercelli) Titolo: conti di Persano; consignori di Semiana D'azzurro, al leone d'oro, tenente una palma di verde, sostenuto da un monte, pure di verde (citato in (22)) leone rampante di oro su monticello di verde uscente dalla punta tenente tra le anteriori una foglia di palma di verde tutto su azzurro (citato in LEOM) Motto: Vigiliis et viribus |
|        | Pellissone o Pelissone o Pelizzone (Torino) Di rosso, a due pali di vaio, con il capo d'oro (citato in (22)) |
|        | Pellizzari (Asolo) Troncato alla fascia rossa sulla partizione. Nel primo di nero al giglio accompagnato da due rose il tutto d'oro; nel secondo d'azzurro al cigno d'argento (citato in DAlena) |
|        | Pellizzari di Meduna (Brescia) Titolo: conte di Meduna. interzato in palo di verde di azzurro e di argento - giglio di oro sormontato da - 3 crocette patenti poste in fascia dello stesso sul verde - 2 lune affrontate quella di argento sull'azzurro e quella di rosso sull'argento (citato in LEOM) |
|        | Pellizzari o Pelizzari (Bagolino, Idro) d'azzurro, al quarto di luna calante d'oro, accompagnato da due stelle a quattro punte, poste in palo (citato in 39 e in Piovanelli) |
|        | Pellizzari di San Girolamo (Desenzano) partito: nel primo d'oro all'aquila nera rivolta, col volo abbassato; nel secondo d'azzurro ai tre monti di verde, quello in mezzo più alto, accompagn. in capo da tre stelle d'oro male ordinate (citato in DAlena) |
|        | Pellizzeri (Messina, Castroreale) Titolo: marchese di Monteblù, barone di Ponticello d'azzurro alla campagna mareggiata e il pesce nuotante sormontato da tre stelle d'argento il tutto al naturale (citato in (23), in (25) e in Mango) pesce natante al naturale sulla campagna mareggiata di argento e di azzurro uscente dalla punta su azzurro - 3 stelle (8 raggi) di argento poste in fascia in alto su azzurro (citato in LEOM) Notizie storiche in Famiglie nobili di Sicilia. |
|        | Pellizzone (Biella) Troncato, al 1° d'oro, all'aquila di nero, in atto di sbranare e sollevare un montone, dello stesso, al 2° d'argento, a tre sbarre d'azzurro (citato in (22)) |
|        | Pelo (Genova) albero di quercia su terrazzo uscente dalla punta tutto al naturale su azzurro - 2 leoni controrampanti la quercia di oro - 3 stelle (6 raggi) dello stesso poste in fascia in alto (citato in LEOM) |
|        | Pelocco (Asolo) (la blasonatura non è stata ancora caricata) (citato in DAlena) |
|        | Pelori (Siena) Partito d'oro e d'azzurro, alla losanga confinante dell'uno all'altro, caricata di un crescente montante pure dell'uno all'altro (citato in (20)) |

### Pen
| Stemma | Casato e blasonatura |
| ------ | --- |
|        | Penaccini Titolo: baroni di Piverone D'argento, al leone di rosso, tenente con le branche anteriori una fiaccola accesa, al naturale Motto: Excitat non exanimat (citato in (22)) |
|        | Penci (Firenze) Di rosso, a tre conchiglie d'argento, 2.1 (citato in (20)) |
|        | Penci (Mantova) Titolo: conti di Castellino e San Vincenzo Troncato, al 1° d'oro, all'aquila, di rosso, al 2° d'azzurro, allo scaglione, accompagnato da tre stelle, il tutto d'oro alias Troncato, al 1° d'oro, all'aquila, di nero, al 2° d'azzurro, allo scaglione, accompagnato da tre stelle, il tutto d'oro (citato in (22)) |
|        | Pendasio (Mantova) Titolo: conti di Villa San Secondo D'azzurro, alla sirena d'argento a due code, che tiene tra le mani, coronata d'oro e posta im maestà alias D'azzurro, alla sirena d'argento a due code che tiene tra le mani, coronata d'oro e posta di fronte, nuotante in un mare d'argento, mareggiato dello stesso (citato in (22)) |
|        | Penna (Asti) D'azzurro, alla mezzaluna d'argento montante, sormontata da una penna da scrivere, dello stesso Motto: Malo mori quam foedari (citato in (22)) |
|        | Penna (Ragusa) Titolo: barone di Portosalvo d'azzurro all'aquila spiegata d'oro tenente col becco una penna d'argento (citato in (23)) aquila di oro tenente nel rostro una penna di argento su azzurro (citato in LEOM) |
|        | Penna (Messina, Augusta, Ragusa) Titolo: barone di Portosalvo d'azzurro, all'aquila spiegata d'oro, tenente col becco una penna dello stesso (citato in Mango e in (25)) Notizie storiche in Famiglie nobili di Sicilia. |
|        | Pennacchi (Cesena) (la blasonatura non è stata ancora caricata) (citato in BLCW) Immagine in Blasone Cesenate. |
|        | Pennacchio o Penacio o Penasso o Penazzo D'azzurro, al pennacchio d'oro Motto: Spiritus durissimus coquit (citato in (22)) |
|        | Pennavaria (Ragusa, Roma) Titolo: nobile d'oro al pavone passante roteante al naturale posato su una vetta di un monte a tre cime di verde sormontato da due stelle di rosso (citato in (23) e in (25)) pavone rotante al naturale posto su 3 monti di verde al naturale uscenti dalla punta su oro - 2 stelle (6 raggi) di rosso poste in fascia in alto su oro (citato in LEOM) Notizie storiche in Famiglie nobili di Sicilia. |
|        | Pennazzi (Piacenza) 3 fasce di argento abbassate su azzurro - corona comitale in cui sono ficcate 3 penne poste a venataglio tutto di argento su azzurro in alto (citato in LEOM) |
|        | Pennisi (Acireale) Titolo: marchese di Sant'Alfano, conte, barone di Floristella, signore di S. Margherita o Fogliarini, nobile dei baroni d'oro all'aquila tenente due rami di quercia decussati, sormontati da tre stelle il tutto d'azzurro (citato in (23)) alias d'oro all'aquila tenente con gli articoli due rami di quercia decussati, sormontati da tre stelle, il tutto di nero, alla fascia attraversante d'azzurro (citato in (23)) alias d'oro, all'aquila tenente due rami di quercia decussati e sormontati da tre stelle di sei raggi male ordinati, il tutto di nero (citato in Mango e in (25)) Notizie storiche in Famiglie nobili di Sicilia. |
|        | Pennisi (Acireale) fascia di azzurro su - aquila di nero afferrante 2 rami di quercia di nero incrociati negli artigli su oro - 3 stelle (6 raggi) di nero in alto poste 1,2 su oro (citato in LEOM) |
|        | Pennisi (Acireale) aquila caricata di 2 rami incrociati e sormontata da - 3 stelle (6 raggi) poste 1,2 tutto di azzurro su oro (citato in LEOM) |
|        | Penolazzi (Adria) Fenice sopra tre monticelli, che guarda il sole, ed una stella in mezzo de' monticelli medesimi (citato in (38)) |
|        | Pensa (Mondovì, Rocca de' Baldi) Titolo: I linea: signori di Cigliè, Roccacigliè / II linea: conti di Marsaglia, Igliano; marchesi di Alby e Balmont, S. Damiano Macra e Pagliero; conti di Tournon; signori di Givoletto; consignori di Beinasco Bandato d'argento e d'azzurro, al capo del secondo, sostenuto d'oro, carico di tre stelle dello stesso, ordinate in fascia alias Bandato d'argento e d'azzurro, al capo del secondo, sostenuto d'argento, carico di tre stelle d'oro, ordinate in fascia alias Inquartato al 1° e 4°, controinquartato, di Leone e bandato d'argento e di rosso; al 2° e 3° di Maillard; e sul tutto di Pensa Motto: Humble et courtois (citato in (22)) |
|        | Pensa (Torino) bandato di argento e di azzurro - 3 stelle (5 raggi) di oro poste in fascia su azzurro in capo - trangla di oro tutto su scudetto su - banda di argento traversante - leone rampante di argento che diventa di rosso sotto la banda su rosso - bandato di argento e di rosso - uccello albanese di argento in volo su azzurro (citato in LEOM) |
|        | Pensa (Biella, Valle d'Aosta) Inquartato in decusse, al 1° d'oro, all'aquila coronata, di nero, armata di rosso, al 2° e 3° d'azzurro, al 4° di rosso, al castello d'oro, di tre torri Motto: Memento de pensa (citato in (22)) |
|        | Pensa (Piemonte, Busto Arsizio) Titolo: nobili Decussato da una croce secca di Sant'Andrea, d'argento, al 1° d'oro, all'aquila di nero coronata dello stesso, al 2° e 3° d'azzurro pieno, al 4° di rosso, al mastio d'argento torricellato di tre pezzi, la torre di mezzo più alta Motto: Memento de pensa (citato in (22)) |
|        | Pensabene (Palermo, Messina) Titolo: marchesi Troncato, al 1° d'azzurro, all'aquila al naturale, coronata d'oro, rivoltata, al 2° d'oro, a tre dardi di nero, uno accanto all'altro, ciascuno posto in sbarra, con la fascia di rosso, sulla partizione (citato in (22)) troncato d'azzurro e d'oro alla fascia di rosso, accompagnata da un'aquila d'oro e coronato dello stesso, rivoltata; in punta da tre dardi di nero posti in sbarra con le punte in giù (citato in (23)) troncato d'azzurro e d'oro, alla fascia di rosso sulla partizione; il 1° all'aquila al naturale, coronata d'oro, rivoltata; il 2° a tre dardi di nero, uno accanto all'altro; ciascuno posto in sbarra con le punte in giù (citato in Mango) fascia di rosso su troncato di azzurro e di oro - aquila rivolta al naturale coronata di oro su azzurro - 3 frecce di nero in sbarra poste in fascia le punte al basso su oro (citato in LEOM) alias Troncato, al 1° d'azzurro, all'aquila coronata, d'argento, al 2° d'oro, a tre dardi d'argento, fustati di nero, uno accanto all'altro, ciascuno posto in sbarra, con la fascia di rosso, sulla partizione (citato in (22)) alias diviso, nel 1° d'azzurro, con un'aquila spiegata e coronata d'argento; nel 2° d'oro, con tre lance di nero poste in isbarra, ed una fascia di rosso, attraversante sul diviso (citato in (25)) Notizie storiche in Famiglie nobili di Sicilia. |
|        | Pensabeni (Bologna) orso rampante di nero attraversato da 3 frecce di argento su argento - capo d'Angiò (citato in LEOM) |
|        | Pentasuglia di Cuia d'Aragona (Toscana, Puglia) Titolo: Conte, barone, signore d'Aragona, patrizio bizantino, nobile di Valenzana, di Rutigliano, di Conversano, di Locorotondo, di Bitritto, cavaliere ereditario, col trattamento di don e donna inquartato: nel primo e quarto d'oro a cinque losanghe nere poste 1, 3, 1; nel secondo e terzo d'azzurro al leone d'oro armato e linguato di rosso Motto: Per vim et honorem (citato in (23)) |
|        | Pentoli (Cesena) (la blasonatura non è stata ancora caricata) (citato in BLCW) Immagine in Blasone Cesenate. |
|        | Pentolini (Pistoia) D'oro, all'albero di pino di verde, nodrito sul terreno dello stesso, e alla banda attraversante di rosso (citato in (20)) |
|        | Penzo (Chioggia) (la blasonatura non è stata ancora caricata) (citato in Araldica gentilizia (archiviato dall'url originale il 24 settembre 2015).) |

### Pep
| Stemma | Casato e blasonatura |
| ------ | --- |
|        | Pepe (Napoli) Titolo: marchesi di porpora all'albero di pepe al naturale, sostenuto da due leoni controrampanti d'oro, accompagnati in capo da tre stelle d'oro (citato in (23)) albero del pepe sradicato al naturale sormontato da - 3 stelle (6 raggi) di oro poste in fascia in alto sostenuto da - 2 leoni di oro controrampanti tutto su viola (citato in LEOM)                                    |
|        | Pepe (Molfetta) d'argento, a 3 pepi di rosso e fogliati di verde, messi 2 e 1 (citato in ) |
|        | Pepi (Firenze) Di rosso, al palo d'argento (citato in (20)) palo di argento su rosso (citato in LEOM) (DE) In Rot 1 silberner Pfahl (citato in (28)) |
|        | Pepi (Sicilia) Titolo: barone di Stallaini, Bonfala d'oro, con tre pepi di rosso, fogliati di verde (citato in (25)) Corona di barone Notizie storiche in Famiglie nobili di Sicilia. |
|        | Pepi (Napoli, Sicilia) 3 grani di pepe di rosso fogliati di verde posti 2, 1 su oro (citato in LEOM) |
|        | Pepoli (Bologna) scaccato d'argento e di nero di sette file 3, 2 (ossia nella prima fila 3 scacchi d'argento, nella 2ª 2 scacchi e via di seguito) (citato in (2) – pag. 468 e in (7) - pag. 156) Scaccato d'azzurro e d'argento di 7 file 3, 3 (ossia nella prima fila 3 scacchi d'azzurro, nella seconda 3 scacchi d'argento) (citato in DAlena)                                                       |
|        | Pepoli (Bologna) scaccato d'argento e di nero di dieci file 4, 4 (citato in (12) – pag. 584) |
|        | Pepoli (Sicilia) Titolo: barone di Fiumegrande, Culcasi, Fontanasalsa, Michilcarari, Rabici, Salina di S. Todaro, Sanagia scaccheggiato, d'argento e di nero di sei file (citato in (25)) Corona di barone, cimata da una scimia coronata d'oro, posta di fronte, tenente colle zampe e con la bocca una spada d'argento manicata d'oro, posta in fascia Notizie storiche in Famiglie nobili di Sicilia. |
|        | Pepoli (Bologna, Milano) scaccato di argento e di nero (citato in LEOM) |
|        | Pepoli (Cesena) (la blasonatura non è stata ancora caricata) (citato in BLCW) Immagine in Blasone Cesenate. |
|        | Pepoli (Cesena) (la blasonatura non è stata ancora caricata) (citato in BLCW) Immagine in Blasone Cesenate. |

### Per
| Stemma | Casato e blasonatura |
| ------ | --- |
|        | Perab? (Varese, Milano) 3 monti di verde uscenti dalla punta a cui si poggia un - toro rampante di rosso su azzurro - gruppo di 3 pere al naturale fogliate di verde legate di nero alla linea del capo tutto su azzurro (citato in LEOM) |
|        | Peracca (Torino) Titolo: conti Inquartato, al 1° d'argento, al tocco di presidente di Corte d'Appello, al naturale, al 2° e 3° d'oro, a tre pali di rosso, al 4° d'azzurro, a tre conchiglie d'argento, 2, 1 (citato in (22)) tocco (cappello) del giudice di nero bordato di ermellino su argento - 3 pali di rosso su oro - 3 conchiglie di argento poste 2,1 su azzurro (citato in LEOM) Motto: Unicuique suum |
|        | Peracchio o Perracchio (Lanzo) Titolo: conti di Villar Almese; consignori di Borgaro, La Piè di Lirano D'azzurro, al palo, accostato da due stelle (8), il tutto d'oro Motto: Huc (hinc ?) usque (citato in (22)) |
|        | Peracchio (Chieri) D'azzurro, alla fascia d'argento, accompagnata da due stelle, d'oro (citato in (22)) |
|        | Peracchio Morandetta (Carignano) Troncato, al 1° d'azzurro, al palo d'oro, accompagnato da due stelle dello stesso, al 2° d'azzurro, alla fascia d'oro, carica di due moscature d'ermellino del campo, accompagnate da altre quattro moscature d'argento, 3, 1 Motto: Fidelité (citato in (22)) |
|        | Peracci (Pisa) D'oro, alla banda doppiomerlata di rosso, accompagnata nel cantone sinistro del capo da un'aquila dal volo abbassato di nero (citato in (20)) |
|        | Peraccini (Pistoia, Firenze) Di rosso, all'albero di verde nodrito su un monte di sei cime d'oro (citato in (20)) |
|        | Peralta (Sicilia) Titolo: conte di Caltabellotta troncato d'azzurro e d'argento (citato in Mango e in (25)) Corona di conte Notizie storiche in Famiglie nobili di Sicilia. |
|        | Peralta (Ovada) Trinciato d'azzurro e d'argento, al castello al naturale, merlato alla ghibellina ed aperto del campo, attraversante sulla partizione (citato in (35)) |
|        | Perati (Firenze) Di..., alla banda di... caricata di tre stelle a sei punte di..., e accompagnata da due pere di..., picciolate e fogliate di..., 1.1 (citato in (20)) |
|        | Perazza (Treviso) mano d'aquila di argento (molto spennacchiata) posta in sbarra afferrante con l'artiglio 4 pere al naturale tutto su azzurro (citato in LEOM) |
|        | Perazzoni o Perrazzoni (Savigliano) Titolo: consignori di Mercenasco D'azzurro, al palmizio, accompagnato in capo da due stelle (8), il tutto d'oro Motto: Flexa resurgit (citato in (22)) |
|        | Perboni (Alessandria) Titolo: marchesi di Incisa; conti di Belvedere; signori di Oviglio; consignori di Vinchio D'azzurro, alla banda d'argento, accompagnata da due stelle dello stesso; con il capo d'oro, carico di un'aquila coronata, di nero alias Troncato, d'argento, all'aquila coronata, di nero, e d'azzurro, alla banda di rosso, cucita alias D'azzurro, alla banda di rosso, cucita, accompagnata da due stelle d'argento, con il capo d'oro, carico di un'aquila coronata, di nero Motto: Astra petit virtus (citato in (22)) |
|        | Percivalli (Mondopvì) D'azzurro, a cinque bande d'oro Motto: Cuique suum (citato in (22)) |
|        | Percolla (Palermo) d'azzurro, alla sbarra accompagnata nel canton destro del capo da una stella e da un monte di tre cime nella punta il tutto d'oro (citato in Mango e in (25)) Notizie storiche in Famiglie nobili di Sicilia. |
|        | Percoto (San Giorgio di Nogaro) 2 sbarre di rosso sull'oro del - trinciato di azzurro e di oro (citato in LEOM) |
|        | Perdeperi (la blasonatura non è stata ancora caricata) (citato in DAlena) |
|        | Perdicani (d'oro, a tre bande di rosso; al capo del primo) (citato in CASN) Immagine in http://opac.casanatense.it/GEIDEFile/D834.JPG?Archive=129106894738&File=csst0012_jpg |
|        | Perdicaro o Perdicari (Palermo, Polizzi) Titolo: barone di Casalgiordano d'argento, alla fascia d'azzurro, sostenente un uccello perdicaro al naturale (citato in Mango e in (25)) Corona di barone Notizie storiche in Famiglie nobili di Sicilia. |
|        | Peregalli (Venezia) gallo di argento tenente in becco un ramo di pero di oro su azzurro - mano destra appalmata di carnagione su rosso (citato in LEOM) |
|        | Perego (Milano, Ronco Briatino) (la blasonatura non è stata ancora caricata) (citato in DAlena) aquila di nero su oro - 3 stelle (6 raggi) di oro su fascia di verde su rosso - castello di argento a 2 torri fondato su terrazzo di verde su fasciato di oro e di rosso tra le torri un albero di pero al naturale visibile dalla porta aperta - drago di rosso passante su argento (citato in LEOM) |
|        | Perego (Milano, Ronco Briatino) (la blasonatura non è stata ancora caricata) (citato in DAlena) aquila coronata di nero su oro - castello di argento a 2 torri fondato su terrazzo di verde su fasciato di oro e di rosso tra le torri un albero di pero al naturale visibile dalla porta aperta (citato in LEOM) |
|        | Peregrini (Como) Titolo: nobile col trattamento di don e donna e conte Di rosso, alla torre coperta, merlata alla ghibellina, aperta e finestrata del campo, fiancheggiata da due bordoni da pellegrino forniti di sudario, il tutto d'argento, cimata da un falcone pellegrino sorante al naturale (citato in (4) pag. 250 Lettera P., in (15) pag. 280 (b)., in (34) c. 64 r./c. 124 v., in (25) p. 1.e/p. 33.i,, in (31) pag. 165) |
|        | Peregrini (Como) torre a 2 palchi il superiore coperto e cimato da una colomba sorante tutto di argento su rosso aperta e finestrata del campo - affiancata da 2 sciabole nei loro foderi al naturale uscenti dalla punta in palo su rosso (citato in LEOM) |
|        | Peregrini (Bologna) d'azzurro, alla croce d' Sant'Andrea di rosso, accantonata da quattro stelle (8) d'oro; al capo d'Angiò, abbassato sotto il capo di papa Giulio III (citato in (12) – pag. 606) |
|        | Pereira (Pisa) Di rosso, alla croce gigliata d'argento alias Di rosso, all'albero sradicato di verde alias Di rosso, all'albero terrazzato di verde (citato in (20)) |
|        | Perella (Abruzzo) Spaccato: nel 1° d'argento, alla fede al naturale semivestita di rosso; nel 2° d'oro, a due pali di rosso, nel primo quartiere accompagnati da tre fasce ritirate di rosso; colla fascia di rosso attraversante sulla partizione (citato in DAlena) |
|        | Perelli (Arezzo) D'argento, all'aquila bicipite dal volo abbassato di nero, sostenuta dalla campagna troncata e controinterzata in palo del secondo e del primo (citato in (20)) |
|        | Perelli (Compiano) (la blasonatura non è stata ancora caricata) (citato in DAlena) |
|        | Perellos o Periglios o Perrello (Messina) d'oro, al leone di rosso (citato in Mango) |
|        | Peretti (Firenze) Di..., alla fascia diminuita di..., accompagnata da sei pere rovesciate di..., picciolate e fogliate di..., 3.3 (citato in (20)) |
|        | Peretti (Pistoia) D'oro, al gallo al naturale, barbato e membrato di rosso, posato su un monte di una sola cima di verde; e al capo d'azzurro, caricato di una stella a otto punte d'oro (citato in (20)) |
|        | Peretti (Molise, Abruzzo) D'azzurro al leone d'oro sostenente con le zampe anteriori tre pere, attraversato da una banda di rosso, caricata di una stella d'oro e di un monte a tre cime d'argento (citato in DAlena) |
|        | Peretti (Marche) Titolo: marchesi di Incisa; conti di Caluso; signori di Aimonetta, Fontanile, Mombaruzzo, Ricaldone D'azzurro, al leone tenente con la zampa anteriore destra un ramoscello di pero, fruttato di due pezzi, il tutto d'oro, con la banda di rosso, attraversante, carica verso il capo di una cometa, d'oro, verso la punta di un monte d'argento, all'italiana, di tre colli (citato in (22)) |
|        | Peretti (Carmagnola) D'azzurro, alla banda d'oro, carica di tre pietre di diamante al naturale, ombreggiate d'oro (citato in (22)) |
|        | Peretti (Carmagnola) Titolo: baroni di Casalbagliani D'argento, alla banda d'azzurro, carica di tre rombi d'oro (citato in (22)) |
|        | Peretti (Giaveno) Titolo: consignori di Giaveno con Balangero e Calveterra D'azzurro, a due falci di prato, d'argento, manicate d'oro, decussate, accompagnate in punta da tre pietre, d'argento, male ordinate (citato in (22)) |
|        | Peretti (Ovada) Di rosso, al leone di nero, tenente tra le branche un giglio d'argento, con una banda d'azzurro, caricata di due stelle di sei raggi d'oro, poste nei cantoni del capo e della punta, attraversante sul tutto (citato in (35)) |
|        | Peretti (Montalto) banda di rosso caricata da una - cometa di oro posta in banda in alto e da - un monte a 3 cime ristretto di argento posto nel senso della banda uscente dalla punta su - leone rampante di oro tenente nella zampa destra anteriore un ramo di pero fogliato e fruttato dello stesso tutto su azzurro (citato in LEOM) |
|        | Peretti da Talamone (Siena) D'azzurro, al monte di tre cime d'argento, sormontato da una cometa d'oro, posta in mezzo a due gigli dello stesso (citato in (20)) |
|        | Perez (Molise) D'argento muragliato di nero alla fascia di rosso attraversante sul tutto alias di rosso alla croce d'argento portante sul braccio orizzontale un listello ondato d'azzurro e su quello verticale, in alto in mezzo, sopra e sotto l'incrocio, ed in basso, due mezzi bisanti contrapposti, pure d'azzurro (citato in DAlena) |
|        | Perez e Perez Pompei (Corsica, Verona) Titolo: conti Di rosso, al pero nutrito nella campagna erbosa, al naturale, con il capo d'azzurro, cucito, carico di tre stelle d'argento, ordinate in fascia (citato in (22)) albero di pero su terrazzo uscente dalla punta tutto al naturale su rosso - 3 stelle (5 raggi) di argento poste in fascia su azzurro in capo (citato in LEOM) |
|        | Perez (Palermo, Augusta) di rosso, al pero nodrito sulla campagna erbosa, il tutto al naturale, al capo d'azzurro, cucito, caricato da tre stelle d'argento (citato in Mango) |
|        | Perez Binelli (Spagna, Asti) Titolo: consignori di Corneliano Bandato d'oro e di nero, con il capo d'azzurro, carico d'una stella (8) d'oro, accostata da due colombe, d'argento, affrontate Motto: Ex puro corde (citato in (22)) |
|        | Perez de Losada (Spagna) Titolo: marchesi di Bianzè D'oro, a sei ramarri di verde, posti in fascia, 3, 3, con la bordura di rosso, carica di otto decusse, scorciati, d'oro alias Di rosso, a due ramarri di verde, posti in fascia, uno sopra l'altro, alla losa d'argento, attraversante (citato in (22)) |
|        | Perez Navarrete (Napoli, Roma) Titolo: patrizio Napoletano, predicato di Laterza, grande di Spagna di rosso alla croce d'argento caricata nel braccio orizzontale di un listello ondato d'azzurro e su quello verticale di due mezzi bisanti contrapposti pure d'argento (?) (citato in (23)) alias di rosso con una croce patente vaiata d'azzurro e d'argento (citato in (23)) croce patente di vajo su rosso (citato in LEOM) alias di rosso alla croce d'argento portante sul braccio orizzontale un listello ondato d'azzurro e su quello verticale in alto, in mezzo, sopra e sotto l'incrocio ed in basso due mezzi bisanti d'azzurro (citato in (23)) Motto: Semper ardentius |
|        | Perez Navarrete (Napoli, Roma) croce di argento su rosso - caricata nel braccio orizzontale da filetto ondato di azzurro e nel braccio verticale da 4 semipalle contrapposte di azzurro (citato in LEOM) |
|        | Perez Navarrete (Napoli, Roma) filetto ondato di azzurro posto in fascia su - croce di argento su rosso - 4 palle tagliate orizzontalmente di argento poste in palo sul braccio verticale della croce (citato in LEOM) |
|        | Perez Navarrete (Napoletano) (la blasonatura non è stata ancora caricata) (citato in (24)) |
|        | Perez Pompei (Verona) fascia di oro su azzurro - 2 stelle (5 raggi) di oro su azzurro poste in palo - fascia di azzurro bordata di oro su rosso (citato in LEOM) |
|        | Perez Pompei (Verona) leone rampante coronato di oro spada in palo in destra su scudetto di rosso bordato di nero su - 3 gigli posti in banda di oro su azzurro - fascia di oro su azzurro - 2 stelle (5 raggi) di oro su azzurro poste in palo - fascia di azzurro bordata di oro su rosso - 3 fasce ondate di azzurro su argento (citato in LEOM) |
|        | Perfetti (Pistoia) Troncato: nel 1º di verde, alla stella a otto punte d'oro; nel 2º d'azzurro, a due crescenti montanti d'argento, l'uno di fianco all'altro; e alla fascia d'oro passata sulla troncatura alias Troncato: nel 1º di verde, alla stella a otto punte d'oro; nel 2º d'azzurro, a due crescenti montanti d'argento, l'uno sull'altro; e alla fascia d'oro passata sulla troncatura* (citato in (20)) |
|        | Perfetti (Siena) D'azzurro, alla fede di carnagione vestita di rosso, posta in banda e sostenente un uccello posato d'argento alias D'argento, alla fede di carnagione vestita di rosso, sostenente un uccello posato d'argento, il tutto racchiuso entro due rami fronzuti d'oro, piegati in cerchio alias D'argento, alla fede di carnagione vestita di rosso, sostenente un uccello posato d'argento, il tutto racchiuso entro due rami fronzuti d'oro, piegati in cerchio, con il capo d'azzurro, caricato della croce di Santo Stefano (citato in (20)) |
|        | Perfetti Ricasoli (Fiesole) Inquartato: nel 1º e 4º d'azzurro, alla fede di carnagione vestita di rosso posta in banda e sostenente un uccello posato d'argento; nel 2º e 3º fasciato di sei pezzi, tre d'azzurro e tre composti d'oro e di rosso, al capo d'oro caricato di un castello al naturale (citato in (20)) |
|        | Pergami Belluzzi o Belluzzi Pergami (Pesaro) 3 stelle (6 raggi) di oro su fascia di rosso su azzurro - leone rampante di oro nascente dalla fascia su azzurro - 3 gigli di argento posti 2,1 su azzurro - albero al naturale fondato su terrazzo di verde uscente dalla punta accostato a sinistra da - un orso rampante rivolto al naturale verso il tronco tutto su oro (citato in LEOM) |
|        | Pergami Belluzzi o Belluzzi Pergami (Pesaro) leone rampante di oro nascente dalla troncatura e cimato da - 3 stelle (5 raggi) dello stesso poste in fascia sull'azzurro del - troncato di azzurro e - interzato in fascia di argento di azzurro e di rosso (citato in LEOM) |
|        | Pergamo (Bergamo, Alba, Asti) Titolo: conti di Castiglione d'Asti, Migliandolo, Scurzolengo; consignori di Piobesi, Scandeluzza D'azzurro, a due fasce d'oro, con il capo del secondo, carico di un'aquila coronata, di nero Motto: Duce Deo virtute comite (citato in (22)) |
|        | Pergamo (Ivrea) Fasciato di sei pezzi d'oro, di rosso e d'azzurro alternati (citato in (22)) |
|        | Pergoli Campanelli (Stato Pontificio) (Senigallia, Cingoli, Follonica, Forlì) Titolo: Conte, nobile di Cingoli inquartato fascia di oro su troncato di azzurro e bandato di verde e di oro (8 pezzi) - stella (6 raggi) di oro su azzurro in alto - fascia di rosso su troncato di azzurro e di argento - 3 stelle (8 raggi) di oro poste 1,2 in alto su azzurro - campanella di nero muovente dalla fascia su argento (citato in 2, 4, 17, 18, 19) |
|        | Peri (Firenze) Bandato di sei pezzi di rosso e d'oro, a sei palle del secondo nei tre pezzi del primo, 1.3.2 (citato in (20)) |
|        | Peri o Peri del Bue (Firenze) D'azzurro, al monte di sei cime d'oro, sormontato da due martelli decussati dello stesso (citato in (20)) (DE) In Blau 2 gekreuzte goldene Schlegel, unten bewinkelt von 1 schwebenden goldenen Sechsberg (citato in (28)) alias D'azzurro, al monte di sei cime d'oro, cimato da una pera capovolta picciolata e fogliata dello stesso (citato in (20)) (DE) In Blau 1 schwebender goldener Sechsberg, oben besetzt mit 1 gestürzten goldenen Birne (citato in (28)) |
|        | Peri (Firenze) D'azzurro, alla sbarra d'argento caricata di tre pere al naturale, e accostata da sei stelle a otto punte d'oro, 3.3 (citato in (20)) |
|        | Peri (Firenze, San Miniato) Troncato: nel 1º d'azzurro, a due martelli decussati d'oro, accompagnati superiormente da una pera di verde, e inferiormente da un monte di sei cime d'oro, movente dalla troncatura; nel 2º d'oro, a tre bande di rosso, caricate ciascuna di tre palle del campo (citato in (20)) monte a 6 cime di oro uscente dalla troncatura sormontato da - 2 martelli incrociati dello stesso sormontati a loro volta da una pera fogliata di verde tutto su azzurro - 3 bande di rosso su oro ogni banda caricata di 3 palle dello stesso (citato in LEOM) |
|        | Peri (Siena) D'azzurro, al monte di tre cime d'oro, sostenente un destrocherio di carnagione vestito d'oro, impugnante una mazza d'arme dello stesso (citato in (20)) |
|        | Peri o Peri del Drago (Firenze) D'azzurro, a tre pere d'oro picciolate e fogliate dello stesso, 2.1 (citato in (20)) (DE) In Blau 3 goldene Birnen 2:1 gestellt (citato in (28)) |
|        | Peri (Toscana) (DE) In Rot 3 goldene Schrägbalken, begleitet im linken Obereck von 1, zwischen dem ersten und zweiten Schrägbalken von 3, und zwischen dem zweiten und dritten Schrägbalken von 2 goldenen Scheiben (citato in (28)) |
|        | Periccioli (Siena) D'azzurro, all'albero di verde nodrito su un monte di tre cime d'oro, e sormontato da una stella a sei punte dello stesso (citato in (20)) albero al naturale posto sulla sommità di un monte a 3 cime di oro sormontato da - stella (6 raggi) dello stesso tutto su azzurro (citato in LEOM) |
|        | Pericoli (Roma, Milano) fascia di oro su azzurro - 3 conchiglie di argento poste in fascia in alto su azzurro - 3 pali di oro in basso su azzurro (citato in LEOM) |
|        | Pericontati (Sicilia) d'azzurro, con tre pere di oro (citato in (25)) Notizie storiche in Famiglie nobili di Sicilia. |
|        | Periglios o Perellos (Sicilia) Titolo: visconte d'oro, con un leone di rosso (citato in (25)) Corona di visconte Notizie storiche in Famiglie nobili di Sicilia. |
|        | Perignani (Pisa) Troncato: nel 1º d'oro, all'aquila dal volo spiegato di nero; nel 2º d'argento, all'albero sradicato al naturale, accollato da una biscia di verde; con la fascia d'azzurro passata sulla troncatura (citato in (20)) |
|        | Perillesio di rosso, a due scaglioni d'argento, sormontati da una divisa dello stesso, caricata di un crescente montante d'azzurro (citato in (7) – pag. 161) |
|        | Perillo (Napoli) Titolo: baroni d'oro ad una pera al naturale fogliata di verde (citato in (23)) pera al naturale fogliata di verde su oro (citato in LEOM) |
|        | Perini (Firenze) Troncato d'argento e di rosso, alla croce scorciata del secondo nel primo, crescentata nei bracci della traversa (citato in (20)) |
|        | Perini (Toscana) (DE) Unter 1 silbernen Schildhaupt, darin 1 rotes Kreuz mit Mond-Enden rechts und links, ledig rot (citato in (28)) |
|        | Perini (Firenze) Partito d'azzurro e d'oro, a due leoni affrontati dell'uno nell'altro (citato in (20)) |
|        | Perini (Firenze) D'azzurro, al ferro di lancia (roncone) d'argento, guarnito d'oro e posto in palo alias D'azzurro, al ferro di lancia (roncone) d'argento, guarnito d'oro e posto in palo, sormontato da una palla d'argento caricata della croce di rosso (o scudetto rotondo del Popolo fiorentino) alias D'azzurro, al ferro di lancia d'argento posto in palo, caricato di una crocetta potenziata di rosso, e accompagnato nel cantone destro del capo da una stella a otto punte d'oro (citato in (20)) |
|        | Perini (Toscana) (DE) In Blau 1 silberne Eisenlanze (citato in (28)) |
|        | Perini (Pisa) D'oro, a tre pere di verde, picciolate fogliate dello stesso, 2.1 (citato in (20)) |
|        | Perini o Perino (Caravino, Valperga) Titolo: consignori di Rivarossa D'argento, al pero di verde, fruttato d'oro, sinistrato da un leoncino, al naturale alias D'argento, al rosaio di verde, di tre rami, fiorito di rosso alias Inquartato, al 1° e 4° d'argento, al rosaio di verde, di tre rami, fiorito di rosso, al 2° e 3° partito d'azzurro e d'argento, allo scaglione dell'uno nell'altro Motto: Requies mea - Dant odorem fides et virtus (citato in (22)) |
|        | Perini (Rivoli) D'argento, al rosaio di verde, di tre rami, fiorito di rosso Motto: Dant odorem fides et virtus (citato in (22)) |
|        | Perini (Chioggia) (la blasonatura non è stata ancora caricata) (citato in Araldica gentilizia (archiviato dall'url originale il 24 settembre 2015).) |
|        | Perini Brancadori Ragnoni (Siena) zampa di leone strappata di oro tenente una foglia di plama dello stesso su rosso (citato in LEOM) |
|        | Perino (Sicilia) Partito: d'argento e d'azzurro, col capriolo dell'uno nell'altro (citato in (25)) Notizie storiche in Famiglie nobili di Sicilia. |
|        | Perini Brancadori (Siena) Di rosso, alla branca di leone posta in banda d'oro, tenente un ramo di palma dello stesso alias D'azzurro, alla branca di leone posta in banda d'oro, tenente un ramo di palma dello stesso (citato in (20)) |
|        | Peristanga o Parastanghes (Palermo) d'argento alla fascia diminuita d'azzurro, caricata da tre lune rivoltate del campo, sostenuta da tre bande del secondo (citato in Mango) |
|        | Perla (Santa Maria Capua Vetere, Roma) Titolo: conti d'azzurro alla conchiglia d'argento caricata da tre perle al naturale, al capo di rosso alla stella d'oro (citato in (23)) conchiglia di argento caricata di 3 perle poste 1,2 al naturale tutto su azzurro - stella (5 raggi) di oro su rosso in capo (citato in LEOM) |
|        | Perla Bianchini (Montefalco) (la blasonatura non è stata ancora caricata) (citato in Degli Abbati) |
|        | Perlas (Napoletano) (la blasonatura non è stata ancora caricata) (citato in (24)) |
|        | Perlasco o Perlaschi (Cuneo, Mondovì) Titolo: conte di Perlasca; barone di Marigny-L'Eglise; consignore di Montaldo D'oro, all'orlo d'azzurro, con l'alloro di verde, fruttato di porpora, in abisso (citato in (22) e in (27)) in campo d'oro un albero d'alloro sradicato di verde, fruttato di porpora, ed attorniato da un orlo d'azzurro (citato in (27)) Cimiero: un profeta tenente nella destra un ramo di lauro, e con la sinistra un motto / un uomo vestito alla romana, tenente colla destra un ramoscello d'alloro Motto: Virga iesse floruit |
|        | Perle (Molise) (la blasonatura non è stata ancora caricata) (citato in DAlena) |
|        | Perletti (Piacenza) Aquila di nero nascente dalla troncatura su oro - troncato cuneato di argento e di rosso (Anguissola) - 3 pali di rosso su argento (Rizzoli) (citato in LEOM) |
|        | Perletti-Carasi (Piacenza) D'azzuro al tronco attraversante al naturale (citato in AA.VV., "Le antiche famiglie di Piacenza e i loro stemmi", Piacenza, TEP, 1979) |
|        | Perna (Catania) Titolo: nobili, col trattamento di Don d'azzurro, a nove perle ordinate 3. 3. 3. in sbarra (1, 2, 3, 2, 1) (citato in Mango, in (23) e in (25)) 9 perle di argento poste 1,2,3,2,1 su azzurro (citato in LEOM) Notizie storiche in Famiglie nobili di Sicilia. |
|        | Pernati Titolo: signori di Alzate, Momo Di verde, al leone di nero, coronato d'oro, impugnante con le zampe anteriori un'alabarda, al naturale, con il capo d'azzurro, cucito, carico di un giglio, d'oro alias D'oro, al leone di rosso rivoltato, impugnante con le zampe anteriori un'alabarda, al naturale, e sormontato da un giglio, d'azzurro (citato in (22)) |
|        | Pernice (Messina) d'azzurro, alla pernice volante del suo colore (citato in Mango) pernice in volo al naturale su azzurro (citato in LEOM) |
|        | Pernigotta o Pernigotti (Ovada) D'oro, al palo di rosso, caricato di tre pere al naturale, fogliate di verde, accostato nei fianchi da due gigli d'argento (citato in (35)) |
|        | Pernigotti inquartato in decusse, nel 1º e 4º di rosso, a tre gigli bene ordinati d'argento nel 1º; nel 2º e 3º d'oro, all'aquila spiegata di nero, coronata del campo, la prima rivolta, e alla stella (8) nell'abisso di rosso, attraversante sul tutto (citato in (7) – pag. 47) |
|        | Pernigotti (Serravalle Scrivia) inquartato in croce di Sant'Andrea di rosso e di oro - 3 gigli di argento posti 2,1 sul primo quarto di rosso - 2 aquile di nero coronate di oro quella di sinistra (terzo quarto) rivolta e caricata nel cuore da una stella (8 raggi) di rosso su oro (citato in LEOM) |
|        | Pernigotti (Serravalle Scrivia) Titolo: baroni di Brarola Inquartato in decusse, di rosso e d'oro, il 1° punto a tre gigli d'argento, il 2° e 3° all'aquila di nero, coronata del campo, quella del 2° punto rivoltata, con una stella (8) di rosso, in cuore alias Inquartato in decusse, di rosso e d'oro, da due bastoni ristretti, d'azzurro, caricati in cuore da una stella (6), di rosso, il 2° e 3° all'aquila coronata, di nero, quella del 2° punto rivoltata alias D'oro, al palo di rosso, carico di tre pere, al naturale, fogliate di verde, accostato ai fianchi da due gigli d'argento (cuciti) (citato in (22)) |
|        | Pernigotti (Serravalel Scrivia) Titolo: nobili Inquartato in decusse, al 1° di rosso, a tre gigli d'argento, 2, 1, al 2° e 3° d'oro, all'aquila di nero, coronata del campo, quella del 2° quarto rivoltata, al 4° di rosso, il tutto caricato in cuore da una stella (8), di rosso (citato in (22)) |
|        | Perno e Perno Caldera (Fossano, Dogliani) Titolo: conti di Pian Villar Inquartato, al 1° e al 4° d'azzurro, al cannone d'oro, smontato, posto in banda, al 2° e 3° bandato d'oro e di nero, il tutto sotto un capo d'argento, carico di un'aquila coronata, di nero alias Inquartato, al 1° e al 4° d'azzurro, al cannone d'argento (smontato, posto in banda), al 2° e 3° bandato d'oro e di nero, il tutto sotto un capo d'argento, carico di un'aquila coronata, di nero alias Inquartato, al 1° e al 4° d'azzurro, al cannone d'argento, smontato, posto in banda, al 2° e 3° bandato d'argento e di rosso, il tutto sotto un capo d'argento, carico di un'aquila coronata, di nero Motto: Audiendo et videndo facere (citato in (22)) |
|        | Perno (Siracusa) Titolo: barone di Floridia d'azzurro, alla banda d'oro, caricata da tre stelle di rosso (citato in Mango e in (25)) alias d'azzurro, alla fascia, sormontata nel capo da un'aquila, e in punta da tre rose, il tutto d'oro (citato in Mango) Corona di barone Notizie storiche in Famiglie nobili di Sicilia. |
|        | Perocco (Venezia, Treviso, Cremona) gufo in maestà al naturale poggiante su monte a 3 cime di argento uscente dalla punta su azzurro - 3 stelle (6 raggi) di oro in alto poste 1,2 su azzurro (citato in LEOM) d'azzurro, al monte di tre cime d'argento uscente dalla punta, al gufo al naturale poggiante sulla cima del detto monte e a tre stelle di sei raggi d'oro male ordinate in capo (citato in BLCR) Immagine in Blasonario Cremonese (archiviato dall'url originale il 7 aprile 2014). |
|        | Perolari Malmignati (Modena, Lendinara) lupo rampante di nero su scudetto di oro su - fascia di argento su azzurro - croce di oro ripiena di rosso in alto su azzurro - 3 pere gambute e fogliate al naturale in palo poste in fascia su azzurro in basso caricanti anche la fascia di argento - semipartito di argento e di rosso e troncato di verde caricato di un ramarro di argento visto di dorso e posto in fascia - semipartito di rosso e di argento e troncato di verde caricato di un ramarro di argento visto di dorso e posto in fascia (citato in LEOM) |
|        | Perollo (Sciacca, Palermo) Titolo: barone di Cellaro, Castellammare del Golfo, Salina, Culla, Pandolfina, S. Bartolomeo, Sciacca, Calamonaci, Ponte, Cassaro, Bonfiglio, Licodia d'azzurro alla torre d'oro merlata alla ghibellina, aperta e finestrata di nero (citato in Mango, in (23) e in (25)) d'azzurro, alla torre merlata d'oro, aperta e finestrata di nero (citato in (25)) torre a 2 palchi merlata alla ghibellina di 4 pezzi di oro aperta e finestrata di nero su azzurro (citato in LEOM) Corona di barone Notizie storiche in Famiglie nobili di Sicilia. Ulteriori notizie storiche in Famiglie nobili di Sicilia. |
|        | Perona (Torino) Titolo: conti di Avuglione D'azzurro, a due stelle d'oro, con il capo d'argento, carico di un'aquila coronata, di nero alias D'argento, alla stella di rosso, con il capo d'azzurro carico di due stelle d'oro Motto: Vigilantia (citato in (22)) |
|        | Perondi (Pescia) Di..., alla fede di..., tenente un albero (pero) di..., nodrito su un monte di sei cime di... (citato in (20)) |
|        | Perondi (Cesena) (la blasonatura non è stata ancora caricata) (citato in BLCW) Immagine in Blasone Cesenate. |
|        | Perondini (Prato) D'argento, al palo d'azzurro caricato di tre pere d'oro (citato in (20)) |
|        | Perondoli (Firenze) di rosso, a sei pere d'oro, 3, 2, 1 (citato in (7) – pag. 148) alias Di rosso, a sei pere d'oro, picciolate e fogliate di due pezzi d'argento, 3.2.1 (citato in (20)) alias Di rosso, a sei pere d'oro, picciolate e fogliate di due pezzi di verde, 3.2.1 (citato in (20)) |
|        | Peroni (Firenze) Di nero, alla ruota di molino d'argento (citato in (20)) |
|        | Peroni (San Gimignano, Firenze) D'oro, al leone al naturale e alla fascia attraversante d'azzurro (citato in (20)) |
|        | Peroni (Viterbo) (d'argento, al leone di rosso) (immagine dello Stemmario reale di Baviera.) |
|        | Peroni (Brescia) colomba al naturale tenente sotto le zampe un ramo di olivo di verde e nel becco un nastro posto in banda di argento caricato del motto in lettere maiuscole di nero "IUSTUS UT PALMA FLOREBIT" tutto su argento - inquartato di rosso e di argento (citato in LEOM) |
|        | Peroni (Brescia) colomba al naturale tenente sotto le zampe un ramo di olivo di verde e nel becco un nastro posto in banda di argento caricato del motto in lettere maiuscole di nero "INSTAR PALMAS GERMINABUNT" tutto su argento - inquartato di rosso e di azzurro (citato in LEOM) |
|        | Peroni (Brescia) (la blasonatura non è stata ancora caricata) (citato in CASN) Immagine in http://opac.casanatense.it/GEIDEFile/D105.JPG?Archive=129516894779&File=csst0075_jpg |
|        | Perorini (Toscana) (DE) Unter 1 blauen Schildhaupt, darin 1 vierlätziger roter Turnierkragen mit je 1 goldenen Lilie zwischen den Lätzen (Capo d'Angiò), in Gold 2 gekreuzte schwarze Hörner (Füllhörner?) (citato in (28)) |
|        | Perosi (Tortona) roncato, d'azzurro, alla stella (6) d'argento, e di rosso, al giglio d'oro alias D'azzurro, al leone d'oro, sostenuto da un monte di tre cime, di verde, e sormontato a destra da tre stelle (6) d'argento, disposte in sbarra, a sinistra da un sole d'oro, uscente dal cantone sinistro dello scudo (citato in (22)) |
|        | Perosini (Asolo) (la blasonatura non è stata ancora caricata) (citato in DAlena) |
|        | Perotti (Firenze) Di..., alla fascia di..., caricata di tre pere di..., e accompagnata da tre stelle a otto punte di..., 2.1 (citato in (20)) |
|        | Perotti (Cagli) (la blasonatura non è stata ancora caricata) (citato in DAlena) |
|        | Perotti (Cavaglià) Troncato d'azzurro e d'argento, all'albero di pero di verde, sradicato e fogliato dello stesso, fruttato d'oro, sostenuto da due leoni affrontati, dell'uno nell'altro, il primo punto carico di due stelle, d'oro Motto: Nec numina desunt (citato in (22)) |
|        | Perotti o Perrotti (Bioglio) D'azzurro, alla scala d'oro scorciata, posta in sbarra, accostata a destra da un leone rivoltato, dello stesso, in atto di salirvi, con il capo d'oro, carico di un'aquila coronata, di nero Motto: Nec numina desunt (citato in (22)) |
|        | Perotti (Ismailia (Egitto)) fascia di argento su albero di palma su terrazzo di verde tutto al naturale su rosso (citato in LEOM) |
|        | Perotti (Roma) 2 aquile di nero affrontate alla tedesca su azzurro - 2 leoni salienti di argento affrontati alla tedesca su una scala a pioli di oro posta rispettivamente in banda e in sbarra su rosso (citato in LEOM) |
|        | Perozzi (Roma) 3 stelle (8 raggi) di oro su fascia di azzurro su - cervo rampante su monte a 3 cime di argento uscente dalla punta tenente con le zampe anteriori un ramo di pero fruttato di 3 pezzi tutto al naturale su rosso - sole raggiante di oro uscente dal canton sinistro del capo su rosso (citato in LEOM) |
|        | Perpenti o De Perpentei (Vercelli) D'azzurro, al pero nutrito sulla pianura erbosa, al naturale, fruttato d'oro, con il capo d'oro, carico di un'aquila di nero Motto: Deus mihi adiutor (citato in (22)) |
|        | Perpignani (Firenze) D'azzurro, a quattro palle d'oro, 2.2, accompagnate in capo da una stella a otto punte dello stesso (citato in (20)) |
|        | Perpignano (Palermo) d'azzurro, all'albero di pino di verde, al tronco d'oro (citato in Mango) |
|        | Perracchino o Peracchino (Pinerolo, Torino) Titolo: marchesi di Cigliano; conti di Borgo d'Ale; baroni di Frassino; consignori di Saluggia D'azzurro, a tre pere, d'oro Motto: Avec le temps (citato in (22)) |
|        | Perranda o Perrando (Ovada) Troncato: nel 1° d'azzurro, al sole d'oro; nel 2° d'oro, al cannone rivolto d'argento, affustato al naturale (citato in (35)) |
|        | Perrelli (Cosenza) D'argento al leone di rosso (citato in DAlena e in BLCL) |
|        | Perrelli Tomacelli Filomarino (Napoli) fascia di oro su azzurro - 4 rose di rosso su azzurro poste 3 in alto e una in basso - 3 gigli di oro posti in fascia in alto su azzurro - 3 bande di rosso bordate di argento su verde (citato in LEOM) |
|        | Perremuto o Perramuto (Caltagirone, Palermo) d'oro, alla testa di cane di nero, recisa di rosso (citato in Mango e in (25)) Notizie storiche in Famiglie nobili di Sicilia. |
|        | Perriccioli (Catanzaro) D'azzurro alla fascia d'oro accompagnata in capo da tre stelle a sei punte dello stesso in fascia (citato in DAlena e in BLCL) |
|        | Perricone (Trapani) d'azzurro, a tre monti d'argento, fiammeggianti in cima di rosso, sormontati da una stella d'oro, e la sbarra d'oro, caricata da tre mele di rosso, attraversante (citato in Mango) |
|        | Perron (Donnaz, Aosta, Torino, Varese) Titolo: nobili D'oro, alla banda di rosso, carica di tre maschi di fortezza d'argento, merlati alla guelfa di quattro pezzi, fortificati a sinistra da una torricella (citato in (22)) 3 castelli merlati alla guelfa (4 pezzi) con una sola torretta a destra di argento su banda di rosso su oro (citato in LEOM) Motto: Semper supra firmum |
|        | Perrone (Cosenza) Partito: il 1° d'azzurro al leone d'oro; il 2° di rosso allo scaglione d'argento (citato in DAlena e in BLCL) |
|        | Perrone (Ivrea) Titolo: conti di S. Martino; baroni di Quart; signori di Carpeneto, Donato, Perosa Canavese, St. Vincent, Torrazzo; consignori di Bairo, Baldissero Inquartato, al 1° e 4° di San Martino, che è controinquartato, al I e IV d'azzurro, a nove rombi d'oro, 3, 3, 3, accollati e appuntati, al II e III di rosso; al 2° e 3° di Quart, che è d'oro al castello di rosso, con l'orso legato con catena alla porta, al naturale alias Inquartato, al 1° e 4° d'azzurro, a nove rombi d'oro, 3, 3, 3, accollati e appuntati, al 2° e 3° di rosso alias Inquartato, al 1° e 4° controinquartato di San Martino, al 2° e 3° di Quart, cioè d'oro al castello di rosso, con l'orso legato con catena alla porta, al naturale; con un lambello di rosso di tre pendenti sui due primi quarti Motto: Iura in armis - Ius in armis (citato in (22)) |
|        | Perrone e Perrone di Sellia (Sellia, Rossano, Catanzaro) Titolo: nobile di Rossano, Amantea, patrizio di Crotone, Napoli, barone di Cutumino, Zagarise, Sersale, Santa Caterina, Sellia, Conte Palatino del Sacro Romano Impero (Palatinaggio maggiore), Conte del Sacro Palazzo, Conte Palatino della Casa d'Asburgo, Conte del Sacro Imperiale Concistoro Semipartito e spaccato alla Fascia in Divisa di Argento, nel 1° d'oro all'aquila bicipite spiegata di nero linguata e coronata d'oro, nel 2° d'azzurro al leone coronato d'oro, nel 3° di rosso allo scaglione d'argento (citato in (23) semipartito e spaccato alla fascia in divisa d'Argento. Nel 1° d'Oro all'Aquila bicipite spiegata di Nero linguata e coronata d'Oro. Nel 2° d'Azzurro al Leone coronato d'Oro e lampassato di Rosso. Nel 3° di Rosso allo Scaglione d'Argento (citato in (24)) alias (semipartito troncato) nel 1° di rosso all'aquila bicipite spiegata di nero (per inchiesta) linguata e coronata d'oro, nel 2° d'azzurro al leone coronato d'oro, nel 3° d'argento. allo scaglione di rosso (citato in (23)) Cimiero: un leone coronato d'oro Ornamenti esteriori: insegne dell'Ordine dello Speron d'oro: collare con croce a otto punte d'oro con lo sperone pendente Notizie storiche in Nobili napoletani. |
|        | Perrone o Perrono (Messina) semipartito e troncato alla fascia in divisa d'argento; nel 1° d'azzurro, al leone d'oro; nel 2° d'oro, all'aquila bicipite spiegata di nero coronata d'oro; nel 3° di rosso, allo scaglione d'argento (citato in Mango) |
|        | Perrone (Napoletano) (la blasonatura non è stata ancora caricata) (citato in (24)) |
|        | Perrone San Martino (Torino) 9 losanghe appuntate e accollate in tripla fascia di oro su azzurro - rosso pieno - castello di rosso a una torre esagonale con orso incatenato alla porta passante al naturale su oro (citato in LEOM) |
|        | Perrotta (Spaccaforno, Messina, Palermo) Titolo: signore di Mezzacisterna del Milioto d'azzurro al leone sostenente una croce con una fascia abbassata il tutto d'oro (citato in Mango e in (23) ) d'azzurro, al leone d'oro sostenuto dalla fascia in divisa abbassate, impugnante con la destra una crocetta, il tutto dello stesso (citato in (25)) Notizie storiche in Famiglie nobili di Sicilia. |
|        | Perrotta (Messina) d'azzurro, al leone d'oro, sostenuto dalla fascia in divisa abbassata, impugnante con la destra una crocetta, il tutto dello stesso (citato in Mango) leone rampante posto su fascia abbassata in divisa tenente in destra una crocetta tutto di oro su azzurro (citato in LEOM) |
|        | Perrotto o Perrotta o Perotti (Dogliani) D'azzurro, a otto pere d'oro, 2, 4, 2 (citato in (22)) |
|        | Perrotto o Perotti (Savigliano) Inquartato d'argento e di rosso Motto: Non sine labore (citato in (22)) |
|        | Perrucca (Londra) torre di rosso merlata alla guelfa (4 pezzi) su oro - aquila di nero su oro in capo (citato in LEOM) |
|        | Perseguiti (Pesaro) 2 rami incrociati di alloro al naturale su azzurro - tocco (cappello di giudice) di nero bordato di ermellino su rosso - campanello di argento su libro chiuso al naturale su verde (citato in LEOM) |
|        | Persenda Troncato, al 1° partito d'argento e di rosso, al leone dell'uno nell'altro, al 2° d'oro, al pesco di verde (citato in (22)) |
|        | Persi (Cagli) (la blasonatura non è stata ancora caricata) (citato in DAlena) |
|        | Persiani (Firenze) D'azzurro, al cervo saliente d'argento, tenente fra le zampe anteriori un giglio d'oro (citato in (20)) |
|        | Persiani (Abruzzo) D'azzurro al leone al naturale, rivoltato, movente da un monte dello stesso, appoggiato colle branche anteriori sopra un bastone di nero, col pomo e la punta d'argento, posto in palo (citato in DAlena) |
|        | Persich (Laurana (Croazia)) fascia ristretta di azzurro posta in scaglione accompagnata da - 3 teste mozzate di profilo di oro poste 2,1 tutto su oro (citato in LEOM) |
|        | Persichelli (Cremona) Titolo: marchesi di rosso a tre caprioli d'argento, col capo dello stesso, con l'albero di persico al naturale attraversante sul tutto (citato in BLCR) Immagine in Blasonario Cremonese (archiviato dall'url originale il 7 aprile 2014). |
|        | Persichetti (Abruzzo) D'azzurro all'albero di persico piantato sopra tre monti al naturale e sormontato da una stella d'oro Divisa: In domino confido (citato in DAlena) |
|        | Persichetti Ugolini (L'Aquila, Roma, Napoli) Inquartato: nel 1° e 4° d'argento al persico al naturale, fruttato d'oro nodrito sulla vetta di un monte all'italiana di tre cime di verde, movente dalla punta e sormontato da una stella (6) d'oro (Persichetti); 2° e 3° partito: a) d'oro all'aquila dal volo abbassato di nero, coronata del campo; b) fasciato di rosso e d'argento (Ugolini); sul tutto uno scudetto troncato: 1° d'oro all'aquila di nero; 2° d'argento a tre bisanti di rosso posti 2 e 1, al capo di rosso a due chiavi in decusse con gli ingegni rivolti verso l'alto, una d'oro e l'altra d'argento, legate di rosso e cimate da una tiara pontificia (citato in DAlena) aquila di nero ali abbassate su oro - 3 palle di rosso su argento poste 2,1 - 2 chiavi una di oro e l'altra di argento incrociate cimate dalla tiara pontificia di oro su rosso in capo tutto su scudetto su - albero di pesco al naturale su monte a 3 cime di verde uscente dalla partizione su argento - stella (6 raggi) di oro in alto su argento - aquila di nero coronata di oro ali abbassate su oro - fasciato di rosso e di argento (citato in LEOM) |
|        | Persichetti Ugolini (L'Aquila, Roma, Napoli) albero di pesco al naturale fruttato di oro su monte a 3 cime di verde uscente dalla partizione sormontato da - stella (6 raggi) di oro tutto su argento - aquila ali abbassate di nero (volo) coronata di oro su oro - fasciato di rosso e di argento (citato in LEOM) |
|        | Persicini (Longarone) banda formata da 3 losanghe di azzurro e da una mezza fascia di nero su argento (citato in LEOM) |
|        | Persico (Verona) d'azzurro, allo scaglione d'argento, accompagnato da tre pesche al naturale, fogliate di tre pezzi di verde (Immagine nella Raccolta stemmi Trippini (JPG).) |
|        | Persico (Bergamo, Venezia, Roma) angelo di carnagione in maestà alato e galeato (con il capo coperto da un elmo di cuoio) vestito di argento tenente in destra un ramo di pesca fruttato di 2 pezzi al naturale su troncato di azzurro e di oro - fascia di oro su scudetto ovale di azzurro su - aquila bicipite coronata su ambo le teste di oro su rosso (citato in LEOM) |
|        | Persico (Cremona) Titolo: conti di Sabbioneta fasciato di nero e d'argento, con l'albero di persico al naturale sul tutto e caricato dello scudetto visconteo (citato in BLCR) Immagine in Blasonario Cremonese (archiviato dall'url originale il 7 aprile 2014). |
|        | Persico (Cesena) (la blasonatura non è stata ancora caricata) (citato in BLCW) Immagine in Blasone Cesenate. |
|        | Personè o Person (Nardò, Lecce) Titolo: nobili troncato d'azzurro e di verde, sul tutto due atleti nudi d'oro in atto di lottare, in capo di una testa di mercurio al naturale coperta da un berretto di nero con le ali d'argento (citato in (23)) 2 atleti nudi in atto di lottare di oro sormontati da una testa di Mercurio al naturale con berretto di nero alato di argento in maestà tutto su troncato di azzurro e di verde (citato in LEOM) |
|        | Personali (Modena) 2 lottatori nudi al naturale posti in maestà con le gambe e le braccia incrociate tra loro moventi da un ristretto di terreno di verde su azzurro (citato in LEOM) |
|        | Perticari (Pesaro) croce di Malta di argento su azzurro - scaccato di argento e di nero (3file) (citato in LEOM) |
|        | Pertuis o De Pertusio (La Salle) Di rosso, al muro fortificato d'argento, mattonato di nero, sostenente una torre (citato in (22)) |
|        | Pertusati (Alessandria, Milano) Titolo: conti di Castelferro Trinciato dentato d'argento e d'azzurro, il secondo traforato (pertusato) del primo (citato in (22)) trinciato dentato di argento e di azzurro - palla di argento su azzurro (citato in LEOM) |
|        | Pertusio o De Pertusio (Avigliana) Titolo: signori di Pertusio; consignori di Avigliana, Villarbasse D'azzurro, a tre scudetti, d'argento alias D'azzurro, a tre bisanti, d'argento Motto: Summa petit (citato in (22)) |
|        | Pertusio (Carmagnola) Inquartato, al 1° e 4°, d'oro, all'aquila coronata, di nero, al 2° e 3° d'argento, al leone troncato di rosso e di nero, accompagnato in capo da tre gigli d'oro, ordinati in fascia, con un palo di rosso sull'inquartatura alias Inquartato, al 1° e 4°, d'oro, all'aquila coronata, di nero, al 2° e 3° d'argento, al leone troncato di rosso e di nero, accompagnato in capo da tre gigli d'oro, ordinati in fascia, con uno scudetto di rosso sull'inquartatura (citato in (22)) |
|        | Pertusio (Carmagnola) D'azzurro, alla montagna d'argento, verdeggiante, forata da un pertugio di nero nel mezzo, con due melograni d'oro ai lati, entrambi sulla sommità della montagna Motto: Prosperitas parco (citato in (22)) |
|        | Perucca o Perrucca o Perucha (Livorno Vercellese) Titolo: conti di Rocchetta Nervina, Torre d'Albiano; signori di S. Gregorio D'oro, alla torre di rosso, merlata alla guelfa di quattro pezzi; con il capo d'oro, cucito, carico di un'aquila di nero Motto: Bella gerant alii (citato in (22)) |
|        | Perucca o Perrucca (Bagnasco) Titolo: consignori di Lisio D'argento, al mastio di rosso, merlato di due pezzi, mattonato e finestrato di nero, attraversante sopra una quercia, al naturale; con il capo d'oro, cucito, carico di un'aquila coronata, di nero (citato in (22)) |
|        | Perugini (Napoli) partito semitroncato: nel 1º d'argento a due pali di rosso ritirati nella punta e accompagnati in capo da 3 gigli male ordinati; nel 2º d'azzurro a 4 losanghe d'oro poste 1, 2, 1; nel 3º di verde a 4 losanghe affusare d'oro in palo 2, 2. Cimiero: un usignuolo al naturale (citato in (2) – pag. 570 e in DAlena) |
|        | Perugini (Firenze) D'azzurro, a due spade basse affiancate in palo d'argento, guarnite d'oro (citato in (20)) |
|        | Perussi o Perussia (Centallo) D'azzurro, alla banda d'argento, accompagnata da due stelle, d'oro Motto: Nul bien sans peine (citato in (22)) |
|        | Peruxxi (Firenze) D'azzurro, a sei pere d'oro, picciolate e fogliate di due pezzi di verde, 3.2.1 alias D'azzurro, a tre pere d'oro, picciolate e fogliate dello stesso, 2.1 alias Di..., a quattordici pere di…, 4.3.4.3 alias D'azzurro, a otto pere di…, 2.3.2.1 (citato in (20)) |
|        | Peruzzi o Peruzzi del Lion Nero(Firenze) d'azzurro, a 6 pere gambute a fogliate d'oro poste 3, 2, 1 (citato in (2) – pag. 419 e in DAlena) (DE) In Blau 6 goldene Birnen 3:2:1 gestellt (citato in (28)) |
|        | Peruzzi (Toscana) (DE) In Blau 3 goldene Birnen 2:1 gestellt (citato in (28)) |
|        | Peruzzi (Toscana) (DE) In Blau 8 goldene Birnen 2:3:2:1 gestellt (citato in (28)) |
|        | Peruzzi (arma antica) (Firenze) d'azzurro, a 17 pere gambute a fogliate d'oro poste 3, 6, 8 (citato in (2) – pag. 419 e in DAlena) |
|        | Peruzzi (Firenze) d'azzurro, a 6 pere gambute a fogliate d'oro poste 1, 2, 2, 1 (Immagine nella Raccolta stemmi Trippini (JPG).) alias d'azzurro, a 6 pere al naturale gambute a fogliate di verde poste 1, 2, 2, 1 (Immagine nella Raccolta stemmi Trippini (JPG).) |
|        | Peruzzi (Firenze) 6 pere di oro gambute e fogliate di verde poste in piramide rovesciata su azzurro (citato in LEOM) |
|        | Peruzzi de' Medici (Firenze) Partito nel 1° di Peruzzi, che è di azzurro a sei pere d'oro, gambute e fogliate di verde, ordinate 3, 2, 1; nel 2° di De' Medici che è d'oro a sei palle poste in cinta, quella del capo di azzurro carica di 3 gigli d'oro, le altre di rosso Motto: Felix conjunctio (citato in SISA) 6 pere di oro gambute e fogliate di verde poste in piramide rovesciata su azzurro - 6 palle poste in orlo di cui 5 in basso di rosso e una in alto di azzurro caricata di 3 gigli di oro posti 2,1 tutto su oro (citato in LEOM) |
|        | Perwerth o Pernwerth (Merano) 3 teste di orso in maestà di nero poste 2,1 su oro - 2 sbarre di argento su rosso (citato in LEOM) |